# Chine aux Jeux olympiques d'été de 2012
La Chine participe aux Jeux olympiques d'été de 2012 à Londres au Royaume-Uni du 27 juillet au 12 août 2012. Il s'agit de sa 9e participation à des Jeux olympiques d'été.

## Médaillés

### Médailles d'or
| Sport                  | Discipline                              | Athlète(s)                                               | Performance                         | Date       |
| ---------------------- | --------------------------------------- | -------------------------------------------------------- | ----------------------------------- | ---------- |
| Médailles d'or : 39    |                                         |                                                          |                                     |            |
| Athlétisme             | 20 km marche hommes                     | Chen Ding                                                | 1 h 18 min 46 s (RO)                | 4 août     |
| Athlétisme             | 20 km marche femmes                     | Qieyang Shenjie                                          | 1 h 25 min 16 s (RO)                | 4 août     |
| Badminton              | Double mixte                            | Zhang Nan Zhao Yunlei                                    | 21-11 / 21-17                       | 3 août     |
| Badminton              | Simple dames                            | Li Xuerui                                                | 21-15 / 21-23 / 21-17               | 4 août     |
| Badminton              | Double dames                            | Tian Qing Zhao Yunlei                                    | 21-10 / 25-23                       | 4 août     |
| Badminton              | Simple hommes                           | Lin Dan                                                  | 15-21 / 21-10 / 21-19               | 5 août     |
| Badminton              | Double hommes                           | Cai Yun Fu Haifeng                                       | 21-16 / 21-15                       | 5 août     |
| Boxe                   | Poids mi-mouches hommes                 | Zou Shiming                                              | 13-10                               | 11 août    |
| Escrime                | Fleuret hommes                          | Lei Sheng                                                | 15-13                               | 31 juillet |
| Escrime                | Épée féminine par équipes               | Li Na Sun Yujie Xu Anqi                                  | 39-25                               | 4 août     |
| Gymnastique artistique | Concours général par équipes hommes     | Chen Yibing Feng Zhe Guo Weiyang Zhang Chenglong Zou Kai | 275.997                             | 30 juillet |
| Gymnastique artistique | Sol hommes                              | Zou Kai                                                  | 15.933                              | 5 août     |
| Gymnastique artistique | Barres parallèles hommes                | Feng Zhe                                                 | 15.966                              | 7 août     |
| Gymnastique artistique | Poutre femmes                           | Deng Linlin                                              | 15.600                              | 7 août     |
| Haltérophilie          | Moins de 48 kg femmes                   | Wang Mingjuan                                            | 205 kg                              | 28 juillet |
| Haltérophilie          | Moins de 58 kg femmes                   | Li Xueying                                               | 246 kg (RO)                         | 30 juillet |
| Haltérophilie          | Moins de 69 kg hommes                   | Lin Qingfeng                                             | 344 kg                              | 31 juillet |
| Haltérophilie          | Moins de 77 kg hommes                   | Lu Xiaojun                                               | 379 kg (RM)                         | 1er août   |
| Haltérophilie          | Plus de 75 kg femmes                    | Zhou Lulu                                                | 333 kg (RM)                         | 5 août     |
| Natation               | 400 m nage libre hommes                 | Sun Yang                                                 | 3 min 40 s 14 (RO)                  | 28 juillet |
| Natation               | 400 m 4 nages femmes                    | Ye Shiwen                                                | 4 min 28 s 43 (RM)                  | 28 juillet |
| Natation               | 200 m 4 nages femmes                    | Ye Shiwen                                                | 2 min 07 s 57 (RO, RAs)             | 31 juillet |
| Natation               | 200 m papillon femmes                   | Jiao Liuyang                                             | 2 min 4 s 06 (RO)                   | 1er août   |
| Natation               | 1 500 m nage libre hommes               | Sun Yang                                                 | 14 min 31 s 02 (RM)                 | 4 août     |
| Plongeon               | Tremplin à 3 mètres synchronisé femmes  | He Zi Wu Minxia                                          | 346.20                              | 29 juillet |
| Plongeon               | Haut-vol à 10 mètres synchronisé hommes | Cao Yuan Zhang Yanquan                                   | 486.78                              | 30 juillet |
| Plongeon               | Haut-vol à 10 mètres synchronisé femmes | Chen Ruolin Wang Hao                                     | 368.40                              | 31 juillet |
| Plongeon               | Tremplin à 3 mètres synchronisé hommes  | Luo Yutong Qin Kai                                       | 477                                 | 1er août   |
| Plongeon               | Tremplin à 3 mètres femmes              | Wu Minxia                                                | 414                                 | 5 août     |
| Plongeon               | Haut-vol à 10 mètres femmes             | Chen Ruolin                                              | 422.30                              | 9 août     |
| Taekwondo              | Moins de 49 kg femmes                   | Wu Jingyu                                                | 8-1                                 | 8 août     |
| Tennis de table        | Simple dames                            | Li Xiaoxia                                               | 11-8 / 14-12 / 8-11 / 11-6 / 11-4   | 1er août   |
| Tennis de table        | Simple hommes                           | Zhang Jike                                               | 18-16 / 11-5 / 11-6 / 10-12 / 13-11 | 2 août     |
| Tennis de table        | Par équipes femmes                      | Ding Ning Guo Yue Li Xiaoxia                             | 3-0                                 | 7 août     |
| Tennis de table        | Par équipes hommes                      | Wang Hao Zhang Jike Ma Long                              | 3-0                                 | 8 août     |
| Tir                    | Carabine à 10 m air comprimé femmes     | Yi Siling                                                | 502.9                               | 28 juillet |
| Tir                    | Pistolet à 10 m air comprimé femmes     | Guo Wenjun                                               | 488.1                               | 29 juillet |
| Trampoline             | Individuel hommes                       | Dong Dong                                                | 112.895                             | 3 août     |
| Voile                  | Laser Radial femmes                     | Xu Lijia                                                 |                                     | 6 août     |

### Médailles d'argent
| Sport                   | Discipline                         | Athlète(s)                                                                                        | Performance           | Date       |
| ----------------------- | ---------------------------------- | ------------------------------------------------------------------------------------------------- | --------------------- | ---------- |
| Médailles d'argent : 31 |                                    |                                                                                                   |                       |            |
| Athlétisme              | 20 km marche femmes                | Liu Hong                                                                                          | 1h26’                 | 11 août    |
| Athlétisme              | Lancer du poids femmes             | Gong Lijiao                                                                                       | 20,22 m               | 6 août     |
| Athlétisme              | 50 km marche hommes                | Si Tianfeng                                                                                       | 3h37’16               | 7 août     |
| Athlétisme              | Lancer du disque femmes            | Li Yanfeng                                                                                        | 67,22 m               | 4 août     |
| Aviron                  | Deux de couple poids légers femmes | Dongxiang Xu Wenyi Huang                                                                          |                       | 4 août     |
| Badminton               | Double mixte                       | Xu Chen Ma Jin                                                                                    | 11-21 / 17-21         | 3 août     |
| Badminton               | Simple dames mixte                 | Wang Yihan                                                                                        | 15-21 / 23-21 / 17-21 | 4 août     |
| Boxe                    | Poids mouches femmes               | Ren Cancan                                                                                        | 7-16                  | 8 août     |
| Cyclisme sur piste      | Vitesse par équipes femmes         | Gong Jinjie Guo Shuang                                                                            |                       | 2 août     |
| Cyclisme sur piste      | Keirin féminin                     | Guo Shuang                                                                                        |                       | 3 août     |
| Gymnastique             | Anneaux hommes                     | Chen Yibing                                                                                       | 15.800                | 6 août     |
| Gymnastique             | Barres asymétriques femmes         | He Kexin                                                                                          | 15.966                | 6 août     |
| Gymnastique             | Poutre femmes                      | Sui Lu                                                                                            | 15.500                | 7 août     |
| Haltérophilie           | Moins de 56 kg hommes              | Wu Jingbiao                                                                                       | 289 kg                | 29 juillet |
| Haltérophilie           | Moins de 77 kg hommes              | Lu Haojie                                                                                         | 360 kg                | 1er août   |
| Judo                    | Moins de 63 kg femmes              | Xu Lili                                                                                           |                       | 31 juillet |
| Lutte                   | Moins de 63 kg femmes              | Jing Ruixue                                                                                       | 0-3 0-2               | 8 août     |
| Natation                | 100 m papillon femmes              | Lu Ying                                                                                           | 56 s 87               | 29 juillet |
| Natation                | 200 m nage libre hommes            | Sun Yang                                                                                          | 1 min 44 s 93         | 30 juillet |
| Natation synchronisée   | Ballet                             | Chang Si Chen Xiaojun Huang Xuechen Jiang Tingting Jiang Wenwen Liu Ou Luo Xi Wu Yiwen Sun Wenyan | 194.010               | 10 août    |
| Pentathlon moderne      | Individuel hommes                  | Cao Zhongrong                                                                                     | 5904                  | 11 août    |
| Plongeon                | Tremplin à 3 mètres femmes         | He Zi                                                                                             | 379.20                | 5 août     |
| Plongeon                | Tremplin à 3 mètres hommes         | Qin Kai                                                                                           | 541.75                | 7 août     |
| Plongeon                | Haut-vol à 10 mètres hommes        | Qiu Bo                                                                                            | 566.85                | 11 août    |
| Taekwondo               | Moins de 57 kg femmes              | Hou Yuzhuo                                                                                        | 4-6                   | 9 août     |
| Tennis de table         | Simple femmes                      | Ding Ning                                                                                         |                       | 1er août   |
| Tennis de table         | Simple hommes                      | Wang Hao                                                                                          |                       | 2 août     |
| Tir                     | Skeet femmes                       | Wei Ning                                                                                          | 91                    | 29 juillet |
| Tir                     | Pistolet à 25 m femmes             | Chen Ying                                                                                         | 791.4                 | 1er août   |
| Tir à l'arc             | Par équipes femmes                 | Fang Yuting Cheng Ming Xú Jīng                                                                    | 209                   | 29 juillet |
| Trampoline              | Individuel femmes                  | Huang Shanshan                                                                                    |                       | 4 août     |

### Médailles de bronze
| Sport                    | Discipline                          | Athlète(s)                            | Performance           | Date       |
| ------------------------ | ----------------------------------- | ------------------------------------- | --------------------- | ---------- |
| Médailles de bronze : 22 |                                     |                                       |                       |            |
| Athlétisme               | 20 km marche hommes                 | Wang Zhen                             | 1 h 19 min 25 s       | 4 août     |
| Athlétisme               | Lancer du marteau femmes            | Zhang Wenxiu                          | 76,34 m               | 4 août     |
| Athlétisme               | Lancer du poids femmes              | Ling Li                               | 19,63 m               | 10 août    |
| Athlétisme               | 20 km marche femmes                 | Lü Xiuzhi                             | 1 h 27 min 10 s       | 11 août    |
| Badminton                | Simple hommes                       | Chen Long                             | 21-12 / 15-21 / 21-15 | 5 août     |
| Boxe                     | Poids moyens femme                  | Li Jinzi                              | 10-12                 | 8 août     |
| Cyclisme sur piste       | Vitesse individuelle femmes         | Guo Shuang                            | 11 s 020              | 7 août     |
| Escrime                  | Épée féminine individuelle          | Sun Yujie                             |                       | 30 juillet |
| Gymnastique artistique   | Barre fixe hommes                   | Zou Kai                               | 16.366                | 7 août     |
| Judo                     | Plus de 78 kg femmes                | Tong Wen                              | ippon                 | 3 août     |
| Natation                 | 400 m 4 nages femmes                | Li Xuanxu                             | 4 min 32 s 91         | 28 juillet |
| Natation                 | Relais 4 × 200 m nage libre hommes  | Hao Yun Li Yunqi Jiang Haiqi Sun Yang | 7 min 06 s 30         | 31 juillet |
| Natation                 | 100 m nage libre femmes             | Tang Yi                               | 53 s 44               | 2 août     |
| Natation synchronisée    | Duo                                 | Liu Ou Huang Xuechen                  | 96.770                | 7 août     |
| Plongeon                 | Tremplin à 3 mètres hommes          | He Chong                              | 524.15                | 7 août     |
| Taekwondo                | Plus de 80 kg hommes                | Liu Xiaobo                            | 3-2                   | 11 août    |
| Tir                      | Carabine à 10 m air comprimé femmes | Yu Dan                                | 501.5                 | 28 juillet |
| Tir                      | Pistolet à 25 m tir rapide hommes   | Ding Feng                             | 27                    | 5 août     |
| Tir                      | Pistolet à 50 m hommes              | Wang Zhiwei                           |                       | 5 août     |
| Tir à l'arc              | Individuel hommes                   | Dai Xiaoxiang                         |                       | 3 août     |
| Trampoline               | Individuel hommes                   | Lu Chunlong                           | 61.319                | 3 août     |
| Trampoline               | Individuel femmes                   | He Wenna                              | 55.950                | 4 août     |

## Athlétisme
Hommes
Courses
| Athlète                                                                | Épreuve          | Séries       | Séries | Quarts de finale | Quarts de finale | Demi-finales | Demi-finales | Finale               | Finale                              |
| Athlète                                                                | Épreuve          | Résultat     | Rang   | Résultat         | Rang             | Résultat     | Rang         | Résultat             | Rang                                |
| ---------------------------------------------------------------------- | ---------------- | ------------ | ------ | ---------------- | ---------------- | ------------ | ------------ | -------------------- | ----------------------------------- |
| Cai Zelin                                                              | 20 km marche     | NC           | NC     | NC               | NC               | NC           | NC           | 1 h 19 min 44 s      | 4e                                  |
| Chen Ding                                                              | 20 km marche     | NC           | NC     | NC               | NC               | NC           | NC           | 1 h 18 min 46 s (RO) | Médaille d'or, Jeux olympiques      |
| Cheng Wen                                                              | 400 m haies      | 50 s 38      | 39e    | NC               | NC               | -            | -            | -                    | -                                   |
| Dong Guojian                                                           | Marathon         | NC           | NC     | NC               | NC               | NC           | NC           | 2 h 20 min 39 s      | 54e                                 |
| Li Jianbo                                                              | 50 km marche     | NC           | NC     | NC               | NC               | NC           | NC           | 3 h 39 min 01 s (MP) | 7e                                  |
| Li Zhilong                                                             | 400 m haies      | 50 s 36      | 37e    | NC               | NC               | -            | -            | -                    | -                                   |
| Li Zicheng                                                             | Marathon         | NC           | NC     | NC               | NC               | NC           | NC           | DNF                  | -                                   |
| Liu Xiang                                                              | 110 m haies      | DNF          | -      | NC               | NC               | -            | -            | -                    | -                                   |
| Shi Dongpeng                                                           | 110 m haies      | 13 s 78      | 37e    | NC               | NC               | -            | -            | -                    | -                                   |
| Si Tianfeng                                                            | 50 km marche     | NC           | NC     | NC               | NC               | NC           | NC           | 3 h 37 min 16 s (MP) | Médaille de bronze, Jeux olympiques |
| Su Bingtian                                                            | 100 m            | exempt       | exempt | 10 s 19 (MP)     | 19e              | 10 s 28      | 22e          | -                    | -                                   |
| Wang Zhen                                                              | 20 km marche     | NC           | NC     | NC               | NC               | NC           | NC           | 1 h 19 min 25 s      | Médaille de bronze, Jeux olympiques |
| Xie Wenjun                                                             | 110 m haies      | 13 s 43      | 11e    | NC               | NC               | 13 s 34 (MP) | 9e           | -                    | -                                   |
| Xie Zhenye                                                             | 200 m            | 20 s 69      | 28e    | NC               | NC               | -            | -            | -                    | -                                   |
| Zhao Jianguo                                                           | 50 km marche     | NC           | NC     | NC               | NC               | NC           | NC           | 3 h 56 min 59 s      | 37e                                 |
| Guo Fan Lao Yi Liang Jiahong Su Bingtian Zhang Peimeng Zheng Dongsheng | Relais 4 × 100 m | 38 s 38 (RN) | 12e    | NC               | NC               | NC           | NC           | -                    | -                                   |

Concours
| Athlète       | Épreuve           | Qualification | Qualification | Finale   | Finale |
| Athlète       | Épreuve           | Distance      | Rang          | Distance | Rang   |
| ------------- | ----------------- | ------------- | ------------- | -------- | ------ |
| Cao Shuo      | Triple saut       | 16,27 m       | 20e           | –        | –      |
| Dong Bin      | Triple saut       | 16,94 m       | 5e            | 16,75 m  | 10e    |
| Li Jinzhe     | Saut en longueur  | 7,77 m        | 20e           | –        | –      |
| Qin Qiang     | Lancer du javelot | 72,29 m       | 41e           | -        | -      |
| Yang Yansheng | Saut à la perche  | 5,35 m        | 20e           | -        | -      |
| Zhang Guowei  | Saut en hauteur   | 2,21 m        | 21e           | -        | -      |
| Zhang Jun     | Lancer du poids   | NM            | -             | -        | -      |
| Zhang Xiaoyi  | Saut en longueur  | 7,25 m        | 36e           | -        | -      |

Femmes
Courses
| Athlète         | Épreuve         | Séries             | Séries  | Quarts de finale | Quarts de finale | Demi-finales | Demi-finales | Finale               | Finale                              |
| Athlète         | Épreuve         | Résultat           | Rang    | Résultat         | Rang             | Résultat     | Rang         | Résultat             | Rang                                |
| --------------- | --------------- | ------------------ | ------- | ---------------- | ---------------- | ------------ | ------------ | -------------------- | ----------------------------------- |
| Xiaoxiao Huang  | 400 m haies     | 56 s 29            | 24e     | NC               | NC               | -            | -            | -                    | -                                   |
| Li Zhenzhu      | 3 000 m steeple | 9 min 34 s 29 (MP) | 19e     | NC               | NC               | NC           | NC           | -                    | -                                   |
| Liu Hong        | 20 km marche    | NC                 | NC      | NC               | NC               | NC           | NC           | 1 h 26 min 00 s      | 4e                                  |
| Lu Xiuzhi       | 20 km marche    | NC                 | NC      | NC               | NC               | NC           | NC           | 1 h 27 min 10 s      | 6e                                  |
| Qieyang Shenjie | 20 km marche    | NC                 | NC      | NC               | NC               | NC           | NC           | 1 h 25 min 16 s (RA) | Médaille de bronze, Jeux olympiques |
| Sun Yawei       | 100 m haies     | 13 s 26            | 25e     | NC               | NC               | -            | -            | -                    | -                                   |
| Wang Jiali      | Marathon        | NC                 | NC      | NC               | NC               | NC           | NC           | 2 h 35 min 46 s      | 58e                                 |
| Wang Xueqin     | Marathon        | NC                 | NC      | NC               | NC               | NC           | NC           | 2 h 28 min 21 s      | 22e                                 |
| Wei Yongli      | 100 m           | exempte            | exempte | 11 s 48          | 40e              | -            | -            | -                    | -                                   |
| Yin Annuo       | 3 000 m steeple | 10 min 09 s 10     | 42e     | NC               | NC               | NC           | NC           | -                    | -                                   |
| Zhu Xiaolin     | Marathon        | NC                 | NC      | NC               | NC               | NC           | NC           | 2 h 24 min 48 s      | 6e                                  |

Concours
| Athlète        | Épreuve           | Qualification | Qualification | Finale       | Finale                              |
| Athlète        | Épreuve           | Distance      | Rang          | Distance     | Rang                                |
| -------------- | ----------------- | ------------- | ------------- | ------------ | ----------------------------------- |
| Gong Lijiao    | Lancer du poids   | 19,11 m       | 4e            | 20,22 m (SB) | Médaille de bronze, Jeux olympiques |
| Li Ling        | Lancer du poids   | 19,23 m       | 3e            | 19,63 m      | 4e                                  |
| Li Ling        | Saut à la perche  | 4,25 m        | 30e           | -            | -                                   |
| Li Lingwei     | Lancer du javelot | 56,50 m       | 30e           | –            | –                                   |
| Li Yanfeng     | Lancer du disque  | 64,48 m       | 6e            | 67,22 m      | Médaille de bronze, Jeux olympiques |
| Li Yanmei      | Triple saut       | 13,43 m       | 30e           | -            | -                                   |
| Liu Xiangrong  | Lancer du poids   | 18,96 m       | 5e            | 19,18 m      | 6e                                  |
| Lu Huihui      | Lancer du javelot | 64,45 m       | 5e            | 63,70 m      | 5e                                  |
| Ma Xuejun      | Lancer du disque  | 62,66 m       | 11e           | 61,02 m      | 11e                                 |
| Tan Jian       | Lancer du disque  | NM            | -             | -            | -                                   |
| Xie Limei      | Triple saut       | 13,69 m       | 23e           | -            | -                                   |
| Zhang Li       | Lancer du javelot | 58,35 m       | 23e           | -            | -                                   |
| Zhang Wenxiu   | Lancer du marteau | 74,53 m       | 2e            | 76,34 m      | 4e                                  |
| Zheng Xingjuan | Saut en hauteur   | 1,90 m        | 18e           | -            | -                                   |

## Aviron
Hommes
| Athlète                                         | Compétition                 | Séries        | Séries | Repêchage     | Repêchage | Quarts de finale | Quarts de finale | Demi-finales  | Demi-finales         | Finales       | Finales       |
| Athlète                                         | Compétition                 | Temps         | Rang   | Temps         | Rang      | Temps            | Rang             | Temps         | Rang                 | Temps         | Rang          |
| ----------------------------------------------- | --------------------------- | ------------- | ------ | ------------- | --------- | ---------------- | ---------------- | ------------- | -------------------- | ------------- | ------------- |
| Zhang Liang                                     | Skiff                       | 6 min 50 s 71 | 2e     | -             | -         | 7 min 02 s 03    | 3e               | 7 min 31 s 52 | 5e (Demi-finale A/B) | 7 min 25 s 64 | 5e (Finale B) |
| Sun Jie Zhang Fangbing                          | Deux de couple poids légers | 6 min 57 s 67 | 4e     | 6 min 40 s 12 | 3e        | NC               | NC               | 7 min 09 s 39 | 2e (Demi-finale C/D) | 6 min 49 s 39 | 3e (Finale C) |
| Huang Zhe Wang Tiexin Yu Chenggang Zhang Guolin | Quatre sans barreur         | 5 min 52 s 58 | 3e     | -             | -         | NC               | NC               | 6 min 08 s 47 | 6e                   | 6 min 11 s 33 | 4e (Finale B) |

Femmes
| Athlète                                      | Compétition                 | Séries        | Séries | Repêchage     | Repêchage | Quarts de finale | Quarts de finale | Demi-finales  | Demi-finales         | Finales       | Finales                            |
| Athlète                                      | Compétition                 | Temps         | Rang   | Temps         | Rang      | Temps            | Rang             | Temps         | Rang                 | Temps         | Rang                               |
| -------------------------------------------- | --------------------------- | ------------- | ------ | ------------- | --------- | ---------------- | ---------------- | ------------- | -------------------- | ------------- | ---------------------------------- |
| Zhang Xiuyun                                 | Skiff                       | 7 min 21 s 49 | 1re    | -             | -         | 7 min 39 s 58    | 1re              | 7 min 45 s 58 | 2e (Demi-finale A/B) | 8 min 03 s 10 | 6e                                 |
| Gao Yulan Zhang Yage                         | Deux sans barreur           | 7 min 13 s 38 | 3e     | 7 min 15 s 18 | 3e        | NC               | NC               | NC            | NC                   | 7 min 55 s 18 | 1re (Finale B)                     |
| Wang Min Zhu Weiwei                          | Deux de couple              | 6 min 50 s 64 | 3e     | 7 min 09 s 65 | 1re       | NC               | NC               | NC            | NC                   | 7 min 08 s 92 | 4e                                 |
| Huang Wenyi Xu Dongxiang                     | Deux de couple poids légers | 7 min 15 s 57 | 1re    | -             | -         | NC               | NC               | 7 min 10 s 39 | 1re                  | 7 min 11 s 93 | Médaille d'argent, Jeux olympiques |
| Jin Ziwei Tang Bin Tian Liang Zhang Yangyang | Quatre de couple            | 6 min 24 s 32 | 4e     | 6 min 21 s 98 | 4e        | NC               | NC               | NC            | NC                   | 6 min 44 s 19 | 5e                                 |

## Badminton
| Athlète                | Compétition      | Phase de groupe                                             | Phase de groupe                                                    | Phase de groupe                                                    | Phase de groupe | 8e de finale                                    | Quarts de finale                                                       | Demi-finales                                                                  | Finale                                                                   | Finale                              |
| Athlète                | Compétition      | Adversaire Score                                            | Adversaire Score                                                   | Adversaire Score                                                   | Rang            | Adversaire Score                                | Adversaire Score                                                       | Adversaire Score                                                              | Adversaire Score                                                         | Rang                                |
| ---------------------- | ---------------- | ----------------------------------------------------------- | ------------------------------------------------------------------ | ------------------------------------------------------------------ | --------------- | ----------------------------------------------- | ---------------------------------------------------------------------- | ----------------------------------------------------------------------------- | ------------------------------------------------------------------------ | ----------------------------------- |
| Chen Jin               | Simple messieurs | Przemysław Wacha (POL) 2-0 (21-15, 21-8)                    | -                                                                  | NC                                                                 | 1er             | Przemysław Wacha (GER) 2-1 (19-21, 21-12, 21-9) | Lee Hyun-il (KOR) 0-2 (15-21, 16-21)                                   | -                                                                             | -                                                                        | -                                   |
| Chen Long              | Simple messieurs | Boonsak Ponsana (THA) 2-0 (21-12, 21-17)                    | -                                                                  | NC                                                                 | 1er             | Wong Wing Ki (HKG) 2-0 (21-17, 21-17)           | Peter Gade (DEN) 2-0 (21-16, 21-13)                                    | Lee Chong Wei (MAS) 0-2 (13-21, 14-21)                                        | Lee Hyun-il (KOR) '2-1' (Petite finale) (21-12, 15-21, 21-15)            | Médaille de bronze, Jeux olympiques |
| Lin Dan                | Simple messieurs | Scott Evans (IRL) 2-0 (21-8, 21-14)                         | -                                                                  | NC                                                                 | 1er             | Taufik Hidayat (INA) 2-0 (21-9, 21-12)          | Sho Sasaki (JPN) 2-1 (21-12, 16-21, 21-16)                             | Lee Hyun-il (KOR) 2-0 (21-12, 21-10)                                          | Lee Chong Wei (MAS) 2-1 (15-21, 21-10, 21-19)                            | Médaille d'or, Jeux olympiques      |
| Cai Yun Fu Haifeng     | Double messieurs | Ross Smith / Glenn Warfe (AUS) 2-0 (21-11, 21-17)           | Ingo Kindervater / Johannes Schöttler (GER) 2-0 (22-20, 21-16)     | Fang Chieh-min / Lee Sheng-mu (TPE) 2-0 (21-19, 21-13)             | 1ers            | NC                                              | Chai Biao / Guo Zhendong (CHN) 2-0 (21-15, 21-19)                      | Koo Kien Keat / Tan Boon Heong (MAS) 2-0 (21-9, 21-19)                        | Mathias Boe / Carsten Mogensen (DEN) 2-0 (21-16, 21-15)                  | Médaille d'or, Jeux olympiques      |
| Chai Biao Guo Zhendong | Double messieurs | Dorian Lance James / Willem Viljoen (RSA) 2-0 (21-8, 21-13) | Vladimir Ivanov / Ivan Sozonov (RUS) 2-0 (23-21, 21-15)            | Mathias Boe / Carsten Mogensen (DEN) 0-2 (14-21, 19-11)            | 2es             | NC                                              | Cai Yun / Fu Haifeng (CHN) 0-2 (15-21, 19-21)                          | -                                                                             | -                                                                        | -                                   |
| Li Xuerui              | Simple dames     | Claudia Rivero Modenesi (PER) 2-0 (21-5, 21-6)              | Carolina Marín (ESP) 2-0 (21-13, 21-11)                            | NC                                                                 | 1re             | Tai Tzu-ying (TPE) 2-0 (21-16, 23-21)           | Yip Pui Yin (HKG) 2-0 (21-12, 22-20)                                   | Wang Xin (CHN) 2-0 (22-20, 21-18)                                             | Wang Yihan (CHN) 2-1 (21-15, 21-23, 21-17)                               | Médaille d'or, Jeux olympiques      |
| Wang Xin               | Simple dames     | Rena Wang (USA) 2-0 (21-8, 21-6)                            | -                                                                  | NC                                                                 | 1re             | Adriyanti Firdasari (INA) 2-0 (21-15, 21-8)     | Ratchanok Intanon (THA) 2-1 (17-21, 21-18, 21-14)                      | Li Xuerui (CHN) 0-2 (20-22, 18-21)                                            | Saina Nehwal (IND) '1-0 (abandon)' (Petite finale) (21-18, 0-1, abandon) | 4e                                  |
| Wang Yihan             | Simple dames     | Michelle Li (CAN) 2-0 (21-8, 21-16)                         | -                                                                  | NC                                                                 | 1re             | Bae Youn-joo (KOR) 2-1 (15-21, 21-14, 21-14)    | Cheng Shao-chieh (TPE) 2-0 (21-14, 21-11)                              | Saina Nehwal (IND) 2-0 (21-13, 21-13)                                         | Li Xuerui (CHN) 1-2 (15-21, 23-21, 17-21)                                | Médaille d'argent, Jeux olympiques  |
| Tian Qing Zhao Yunlei  | Double dames     | Poon Lok Yan / Tse Ying Suet (HKG) 2-0 (21-11, 21-12)       | Miyuki Maeda / Satoko Suetsuna (JPN) 2-0 (21-16, 21-17)            | Christinna Pedersen / Kamilla Rytter Juhl (DEN) 0-2 (20-22, 12-21) | 2es             | NC                                              | Cheng Wen-hsing / Chien Yu-chin (TPE) 2-0 (21-10, 21-14)               | Valeria Sorokina / Nina Vislova (RUS) 2-0 (21-19, 21-6)                       | Mizuki Fujii / Reika Kakiiwa (JPN) 2-0 (21-10, 25-23)                    | Médaille d'or, Jeux olympiques      |
| Wang Xiaoli Yu Yang    | Double dames     | Alexandra Bruce / Michelle Li (CAN) 2-0 (21-11, 21-7)       | Valeria Sorokina / Nina Vislova (RUS) 2-0 (21-6, 21-9)             | Jung Kyung-eun / Kim Ha-na (KOR) 0-2 (14-21, 11-21)                | DSQ             | NC                                              | -                                                                      | -                                                                             | -                                                                        | -                                   |
| Ma Jin Xu Chen         | Double mixte     | Chan Peng Soon / Goh Liu Ying (MAS) 2-0 (21-14, 21-8)       | Sudket Prapakamol / Saralee Thungthongkam (THA) 2-0 (21-19, 21-12) | Chen Hung-ling / Cheng Wen-hsing (TPE) 2-0 (21-16, 22-20)          | 1ers            | NC                                              | Robert Mateusiak / Nadieżda Kostiuczyk (POL) 2-1 (19-21, 21-16, 23-21) | Tantowi Ahmad / Lilyana Natsir (INA) 2-1 (21-23, 21-18, 21-13)                | Zhang Nan / Zhao Yunlei (CHN) 0-2 (11-21, 17-21)                         | Médaille d'argent, Jeux olympiques  |
| Zhang Nan Zhao Yunlei  | Double mixte     | Michael Fuchs / Birgit Michels (GER) 2-0 (21-6, 21-7)       | Aleksandr Nikolaenko / Valeria Sorokina (RUS) 2-0 (21-9, 21-18)    | Chris Adcock / Imogen Bankier (GBR) 2-0 (21-13, 21-14)             | 1ers            | NC                                              | Thomas Laybourn / Kamilla Rytter Juhl (DEN) 2-0 (21-13, 21-17)         | Joachim Fischer Nielsen / Christinna Pedersen (DEN) 2-1 (17-21, 21-17, 21-19) | Ma Jin / Xu Chen (CHN) 2-0 (21-11, 21-17)                                | Médaille d'or, Jeux olympiques      |

## Basket-ball

### Tournoi masculin
Classement
| # | Équipe          | Pts | GP | P | PP  | PC  | Diff |     |
| - | --------------- | --- | -- | - | --- | --- | ---- | --- |
| 1 | Russie          | 9   | 4  | 1 | 400 | 359 | +41  | +1  |
| 2 | Brésil          | 9   | 4  | 1 | 402 | 349 | +53  | -1  |
| 3 | Espagne         | 8   | 3  | 2 | 414 | 394 | +20  | +12 |
| 4 | Australie       | 8   | 3  | 2 | 410 | 373 | +37  | -12 |
| 5 | Grande-Bretagne | 6   | 1  | 4 | 380 | 405 | -25  |     |
| 6 | Chine           | 5   | 0  | 5 | 313 | 439 | -126 |     |

|  | Qualifié pour les quarts de finale                                                                        |
|  | Pts points ; G victoires ; P défaites PP points marqués ; PC points encaissés ; Diff différence de points |

Matchs
| 29 juillet 2012 | Espagne | 97-81   | Chine | Basketball Arena, Londres  |                            |
| 16 h 45 CEST    |         | (53-41) |       | Arbitrage : Luigi Lamonica | Arbitrage : Luigi Lamonica |

| 31 juillet 2012 | Chine | 54-73   | Russie | Basketball Arena, Londres |                       |
| 9 h 00 CEST     |       | (25-40) |        | Arbitrage : Saša Pukl     | Arbitrage : Saša Pukl |

| 2 août 2012  | Australie | 81-61   | Chine | Basketball Arena, Londres  |                            |
| 11 h 15 CEST |           | (49-33) |       | Arbitrage : Recep Ankaralı | Arbitrage : Recep Ankaralı |

| 4 août 2012  | Chine | 59-98   | Brésil | Basketball Arena, Londres   |                             |
| 16 h 45 CEST |       | (21-42) |        | Arbitrage : Jungebrand Carl | Arbitrage : Jungebrand Carl |

| 6 août 2012  | Grande-Bretagne | 90-58   | Chine | Basketball Arena, Londres      |                                |
| 16 h 45 CEST |                 | (46-31) |       | Arbitrage : Maranho Christiano | Arbitrage : Maranho Christiano |

### Tournoi féminin
Classement
| # | Équipe             | Pts | GP | P | PP  | PC  | Diff |
| - | ------------------ | --- | -- | - | --- | --- | ---- |
| 1 | États-Unis         | 10  | 5  | 0 | 462 | 279 | +183 |
| 2 | Turquie            | 9   | 4  | 1 | 343 | 316 | +27  |
| 3 | Chine              | 8   | 3  | 2 | 346 | 363 | -17  |
| 4 | République tchèque | 7   | 2  | 3 | 346 | 332 | +14  |
| 5 | Croatie            | 6   | 1  | 4 | 324 | 379 | -55  |
| 6 | Angola             | 5   | 0  | 5 | 243 | 395 | -152 |

|  | Qualifié pour les quarts de finale                                                                        |
|  | Pts points ; G victoires ; P défaites PP points marqués ; PC points encaissés ; Diff différence de points |

Matchs
| 28 juillet 2012 9 h 00 BST |                                                    | Chine                    | 66–57                                             | République tchèque |  | Basketball Arena, Londres | NBC BeIN |
| 28 juillet 2012 9 h 00 BST | Score par quart-temps : 20–16, 16–13, 15–15, 15–13 |                          |                                                   |                    |  | Basketball Arena, Londres | NBC BeIN |
| 28 juillet 2012 9 h 00 BST | Ma Zengyu 16 Chen Nan 8 Miao Lijie 8               | Points Rebonds Passes d. | Eva Vítečková 14 Hana Horáková 9 trois joueuses 3 |                    |  | Basketball Arena, Londres | NBC BeIN |

| 30 juillet 2012 9 h 00 BST |                                                    | Croatie                  | 58–83                                 | Chine |  | Basketball Arena, Londres | NBC BeIN |
| 30 juillet 2012 9 h 00 BST | Score par quart-temps : 21–24, 10–15, 14–25, 13–19 |                          |                                       |       |  | Basketball Arena, Londres | NBC BeIN |
| 30 juillet 2012 9 h 00 BST | Sandra Mandir 22 Jelena Ivezić 6 Jelavić, Lelas 4  | Points Rebonds Passes d. | Chen Nan 28 Chen Nan 10 Miao Lijie 10 |       |  | Basketball Arena, Londres | NBC BeIN |

| 1er août 2012 11 h 15 BST |                                                   | Chine                    | 76–52                                            | Angola |  | Basketball Arena, Londres | NBC BeIN |
| 1er août 2012 11 h 15 BST | Score par quart-temps : 15–13, 18–18, 24–6, 19–15 |                          |                                                  |        |  | Basketball Arena, Londres | NBC BeIN |
| 1er août 2012 11 h 15 BST | Ma Zengyu 15 Gao Song 9 Miao Lijie 5              | Points Rebonds Passes d. | Sonia Guadalupe 12 Luisa Tomas 9 deux joueuses 2 |        |  | Basketball Arena, Londres | NBC BeIN |

| 3 août 2012 16 h 45 BST |                                                          | Turquie                  | 85–55                                          | Chine |  | Basketball Arena, Londres | NBC BeIN |
| 3 août 2012 16 h 45 BST | Score par quart-temps : 26–13, 13–14, 20–16, 23–12       |                          |                                                |       |  | Basketball Arena, Londres | NBC BeIN |
| 3 août 2012 16 h 45 BST | Nevriye Yılmaz 16 Quanitra Hollingsworth 11 Işıl Alben 5 | Points Rebonds Passes d. | Ma Zengyu 7 Ma Zengyu, Chen Nan 8 Miao Lijie 6 |       |  | Basketball Arena, Londres | NBC BeIN |

| 5 août 2012 16 h 45 BST |                                                   | Chine                    | 66–114                                           | États-Unis |  | Basketball Arena, Londres | NBC BeIN |
| 5 août 2012 16 h 45 BST | Score par quart-temps : 28–31, 8–30, 12–33, 18–20 |                          |                                                  |            |  | Basketball Arena, Londres | NBC BeIN |
| 5 août 2012 16 h 45 BST | Song Xiaoyun 15 quatre joueuses 3 Miao Lijie 8    | Points Rebonds Passes d. | Diana Taurasi 22 Maya Moore 7 Tamika Catchings 7 |            |  | Basketball Arena, Londres | NBC BeIN |

Quart de finale
| 7 août 2012 16 h 15 BST |                                                    | Australie                | 75–60                              | Chine |  | North Greenwich Arena, Londres | NBC BeIN |
| 7 août 2012 16 h 15 BST | Score par quart-temps : 22–16, 13–20, 20–16, 20-8  |                          |                                    |       |  | North Greenwich Arena, Londres | NBC BeIN |
| 7 août 2012 16 h 15 BST | Liz Cambage 17 Suzy Batkovic 9 Samantha Richards 7 | Points Rebonds Passes d. | Ma Zengyu 15 Chen Nan 7 Gao Song 3 |       |  | North Greenwich Arena, Londres | NBC BeIN |

## Boxe
Hommes
| Athlète               | Compétition           | 1/16 de finale              | 1/8 de finale                | Quarts de finale             | Demi-finales             | Finale                         |
| Athlète               | Compétition           | Adversaire Résultat         | Adversaire Résultat          | Adversaire Résultat          | Adversaire Résultat      | Adversaire Résultat            |
| --------------------- | --------------------- | --------------------------- | ---------------------------- | ---------------------------- | ------------------------ | ------------------------------ |
| Liu Qiang             | Légers (-60 kg)       | Luke Jackson (AUS) 20-7     | Yasniel Toledo (CUB) 10-14   | –                            | –                        | –                              |
| Maimaitituersun Qiong | Welters (-69 kg)      | Andrey Zamkovoy (RUS) 11-16 | –                            | –                            | –                        | –                              |
| Meng Fanlong          | Mi-lourds (-81 kg)    | Ahmed Barki (MAR) 17-8      | Yamaguchi Falcão (BRA) 17-17 | –                            | –                        | –                              |
| Wang Xuanxuan         | Lourds (-91 kg)       | NC                          | Yamil Peralta (ARG) 7-13     | –                            | –                        | –                              |
| Zhang Zhilei          | Super-lourds (+91 kg) | NC                          | Johan Linde (AUS) RCS        | Anthony Joshua (GBR) 11-15   | –                        | –                              |
| Zou Shiming           | Mi-mouches (-49 kg)   | exempt                      | Yosvany Veitia (CUB) 14-11   | Birzhan Zhakypov (KAZ) 13-10 | Paddy Barnes (IRL) 15-15 | Kaeo Pongprayoon (THA) · 13-10 |

Femmes
| Athlète    | Compétition      | 1/8 de finale              | Quarts de finale            | Demi-finales                    | Finale                    |
| Athlète    | Compétition      | Adversaire Résultat        | Adversaire Résultat         | Adversaire Résultat             | Adversaire Résultat       |
| ---------- | ---------------- | -------------------------- | --------------------------- | ------------------------------- | ------------------------- |
| Cheng Dong | Légers (-60 kg)  | Mihaela Lacatus (ROU) 10-5 | Mavzuna Chorieva (TJK) 8-13 | –                               | –                         |
| Li Jinzi   | Moyens (-75 kg)  | Roseli Feitosa (BRA) 19-14 | Mary Spencer (CAN) 17-14    | Nadezda Torlopova (RUS) · 10-12 | -                         |
| Ren Cancan | Mouches (-51 kg) | exempte                    | Elena Savelyeva (RUS) 12-7  | Marlen Esparza (USA) 10-8       | Nicola Adams (GBR) · 7-16 |

## Canoë-kayak

### Course en ligne
| Athlète                                         | Compétition  | Éliminatoires  | Éliminatoires | Demi-finales   | Demi-finales | Finale A       | Finale A | Finale B       | Finale B |
| Athlète                                         | Compétition  | Temps          | Rang          | Temps          | Rang         | Temps          | Rang     | Temps          | Rang     |
| ----------------------------------------------- | ------------ | -------------- | ------------- | -------------- | ------------ | -------------- | -------- | -------------- | -------- |
| Li Qiang                                        | C1 – 200 m   | 42 s 004       | 3e            | 42 s 149       | 3e           | –              | –        | 45 s 852       | 7e       |
| Zhou Yubo                                       | K1 – 200 m   | 38 s 316       | 5e            | 39 s 042       | 8e           | –              | –        | 40 s 157       | 8e       |
| Zhou Yubo                                       | K1 – 1 000 m | 3 min 36 s 994 | 4e            | 3 min 36 s 163 | 7e           | –              | –        | 3 min 36 s 110 | 7e       |
| Huang Maoxing Li Qiang                          | C2 - 1 000 m | 3 min 38 s 483 | 3e            | 3 min 37 s 746 | 1ers         | 3 min 48 s 930 | 8e       | –              | –        |
| Huang Zhipeng Shen Jie Zhang Hongpeng Zhou Peng | K4 - 1 000 m | 3 min 14 s 234 | 5e            | 3 min 00 s 315 | 8e           | –              | –        | –              | –        |

| Athlète                                    | Compétition | Éliminatoires  | Éliminatoires | Demi-finales   | Demi-finales | Finale A       | Finale A | Finale B | Finale B |
| Athlète                                    | Compétition | Temps          | Rang          | Temps          | Rang         | Temps          | Rang     | Temps    | Rang     |
| ------------------------------------------ | ----------- | -------------- | ------------- | -------------- | ------------ | -------------- | -------- | -------- | -------- |
| Zhou Yu                                    | K1 – 200 m  | 42 s 885       | 6e            | 42 s 279       | 6e           | –              | –        | –        | –        |
| Wu Yanan Zhou Yu                           | K2 - 500 m  | 1 min 43 s 448 | 1re           | 1 min 41 s 863 | 1re          | 1 min 44 s 136 | 4e       | –        | –        |
| Li Zhangli Liu Haiping Ren Wenjun Yu Lamei | K4 - 500 m  | 1 min 40 s 661 | 4e            | 1 min 34 s 004 | 8e           | –              | –        | –        | –        |

### Slalom
| Athlète                | Compétition | Éliminatoires | Éliminatoires | Éliminatoires | Éliminatoires | Éliminatoires | Éliminatoires | Demi-finales | Demi-finales | Finale   | Finale |
| Athlète                | Compétition | Course 1      | Rang          | Course 2      | Rang          | Total         | Rang          | Résultat     | Rang         | Résultat | Rang   |
| ---------------------- | ----------- | ------------- | ------------- | ------------- | ------------- | ------------- | ------------- | ------------ | ------------ | -------- | ------ |
| Huang Cunguang         | K1 hommes   | 94 s 40       | 14e           | 94 s 54       | 15e           | 94 s 40       | 17e           | –            | –            | –        | –      |
| Teng Zhiqiang          | C1 hommes   | 95 s 68       | 5e            | 96 s 06       | 7e            | 95 s 68       | 11e           | 107 s 53     | 12e          | –        | –      |
| Hu Minghai Shu Junrong | C2 hommes   | 103 s 36      | 5e            | 99 s 05       | 2e            | 99 s 05       | 3e            | 110 s 70     | 5e           | 112 s 85 | 6e     |
| Li Jingjing            | K1 femmes   | 108 s 53      | 8e            | 111 s 22      | 14e           | 108 s 53      | 12e           | 117 s 02     | 11e          | –        | –      |

## Cyclisme

### Cyclisme sur route
En cyclisme sur route, la Chine a qualifié un homme et une femme.
| Athlète | Compétition            | Temps       | Rang |
| ------- | ---------------------- | ----------- | ---- |
| Liu Xin | Course en ligne femmes | Hors délais | /    |

### Cyclisme sur piste
Vitesse
| Athlète                              | Compétition                 | Qualification                 | Seizièmes de finale                              | Repêchages                                                                   | Huitièmes de finale                           | Repêchages               | Quarts de finale                                                                         | Demi-finales                                                       | Match pour le bronze                                                    | Match pour le bronze                | Finale                                 | Finale                             |
| Athlète                              | Compétition                 | Temps Vitesse                 | Adversaire Temps Vitesse                         | Adversaire Temps Vitesse                                                     | Adversaire Temps Vitesse                      | Adversaire Temps Vitesse | Adversaire Temps Vitesse                                                                 | Adversaire Temps Vitesse                                           | Adversaire Temps Vitesse                                                | Rang                                | Adversaire Temps Vitesse               | Rang                               |
| ------------------------------------ | --------------------------- | ----------------------------- | ------------------------------------------------ | ---------------------------------------------------------------------------- | --------------------------------------------- | ------------------------ | ---------------------------------------------------------------------------------------- | ------------------------------------------------------------------ | ----------------------------------------------------------------------- | ----------------------------------- | -------------------------------------- | ---------------------------------- |
| Zhang Miao                           | Vitesse individuelle hommes | 10 s 155 70,901 km/h 8e       | Azizulhasni Awang (MAS) D (10 s 473 68,748 km/h) | Bernard Esterhuizen (RSA) et Hodei Mazquiaran (ESP) D (10 s 762 66,902 km/h) | -                                             | -                        | -                                                                                        | -                                                                  | -                                                                       | -                                   | -                                      | -                                  |
| Cheng Changsong Zhang Lei Zhang Miao | Vitesse par équipes hommes  | 43 s 751 61,712 km/h 6e       | NC                                               | NC                                                                           | NC                                            | NC                       | Australie D 43 s 505 (+0 s 244) 62,061 km/h 6e                                           | NC                                                                 | –                                                                       | –                                   | –                                      | –                                  |
| Guo Shuang                           | Vitesse individuelle femmes | 11 s 020 65,335 km/h 3e       | Daniela Larreal (VEN) V (11 s 371 63,318 km/h)   | -                                                                            | Natasha Hansen (NZL) V (11 s 431 62,986 km/h) | -                        | Lisandra Guerra (CUB) 2-1 (11 s 536, 11 s 283 et 11 s 337 62,413, 63,812 et 63,508 km/h) | Anna Meares (AUS) 0-2 (11 s 683 et 11 s 284 61,628 et 63,807 km/h) | Kristina Vogel (GER) 2-0 (11 s 532 et 11 s 591 62 s 434 et 62,117 km/h) | Médaille de bronze, Jeux olympiques | –                                      | –                                  |
| Gong Jinjie Guo Shuang               | Vitesse par équipes femmes  | 32 s 447 (RM) 55,475 km/h 1re | NC                                               | NC                                                                           | NC                                            | NC                       | Venezuela V 32 s 422 (RM) (-1 s 093) 55,517 km/h 1re                                     | NC                                                                 | –                                                                       | –                                   | Allemagne D DSQ pour relais irrégulier | Médaille d'argent, Jeux olympiques |

Keirin
| Athlète    | Compétition   | 1er tour | Repêchage | 1/2 finale | Finale (7-12) | Finale                             |
| Athlète    | Compétition   | Rang     | Rang      | Rang       | Rang          | Rang                               |
| ---------- | ------------- | -------- | --------- | ---------- | ------------- | ---------------------------------- |
| Zhang Miao | Keirin hommes | 6e       | 6e DSQ    | -          | -             | -                                  |
| Guo Shuang | Keirin femmes | 1re      | -         | 3e         | –             | Médaille d'argent, Jeux olympiques |

Poursuite
| Athlète                           | Compétition                  | Qualification  | Qualification | Demi-finales        | Demi-finales | Finale              | Finale |
| Athlète                           | Compétition                  | Temps          | Rang          | Adversaire Résultat | Rang         | Adversaire Résultat | Rang   |
| --------------------------------- | ---------------------------- | -------------- | ------------- | ------------------- | ------------ | ------------------- | ------ |
| Jiang Fan Jiang Wenwen Liang Jing | Poursuite par équipes femmes | 3 min 26 s 049 | 10e           | -                   | -            | -                   | -      |

Omnium
| Athlète  | Compétition   | Tour lancé | Tour lancé | Course aux points | Course aux points | Élimination | Poursuite      | Poursuite | Scratch | Contre-la-montre | Contre-la-montre | Total | Rang |
| Athlète  | Compétition   | Temps      | Rang       | Points            | Rang              | Rang        | Temps          | Rang      | Rang    | Temps            | Rang             | Total | Rang |
| -------- | ------------- | ---------- | ---------- | ----------------- | ----------------- | ----------- | -------------- | --------- | ------- | ---------------- | ---------------- | ----- | ---- |
| Huang Li | Omnium femmes | 14 s 571   | 9          | 2                 | 15                | 16          | 3 min 45 s 610 | 13        | 8       | 36 s 315         | 6                | 67    | 12e  |

### VTT
| Athlète      | Compétition              | Temps                     | Rang |
| ------------ | ------------------------ | ------------------------- | ---- |
| Tong Weisong | Cross-country VTT hommes | Au moins 1 tour de retard | 41e  |
| Shi Qinglan  | Cross-country VTT femmes | 1 h 35 min 28 s           | 12e  |

## Escrime
Hommes
| Athlète                                       | Compétition         | 1/32 de finale         | 1/16 de finale              | 1/8 de finale                  | Quarts de finale              | Demi-finales         | Match pour la médaille de bronze Matchs de classement 5-8 | Match pour la médaille de bronze Matchs de classement 5-8 | Finale                             | Finale                         |
| Athlète                                       | Compétition         | Adversaire Score       | Adversaire Score            | Adversaire Score               | Adversaire Score              | Adversaire Score     | Adversaire Score                                          | Rang                                                      | Adversaire Score                   | Rang                           |
| --------------------------------------------- | ------------------- | ---------------------- | --------------------------- | ------------------------------ | ----------------------------- | -------------------- | --------------------------------------------------------- | --------------------------------------------------------- | ---------------------------------- | ------------------------------ |
| Li Guojie                                     | Épée individuelle   | NC                     | Seth Kelsey 7-8             | -                              | -                             | -                    | -                                                         | -                                                         | -                                  | -                              |
| Lei Sheng                                     | Fleuret individuel  | exempt                 | Roland Schlosser (AUT) 15-9 | Victor Sintès (FRA) 15-6       | Valerio Aspromonte (ITA) 15-8 | Andrea Baldini 15-10 | -                                                         | -                                                         | Alaaeldin Abouelkassem (EGY) 15-13 | Médaille d'or, Jeux olympiques |
| Ma Jianfei                                    | Fleuret individuel  | exempt                 | Daniel Gómez (MEX) 15-9     | Artur Amhmathkuzin (RUS) 15-11 | Choi Byung-chul (KOR) 13-15   | -                    | -                                                         | -                                                         | -                                  | -                              |
| Zhu Jun                                       | Fleuret individuel  | Zain Shaito (LIB) 15-2 | Choi Byung-chul (KOR) 13-15 | -                              | -                             | -                    | -                                                         | -                                                         | -                                  | -                              |
| Lei Sheng Ma Jianfei Zhang Liangliang Zhu Jun | Fleuret par équipes | NC                     | NC                          | exempt                         | Japon 30-45                   | -                    | Russie 40-45 France 45-33                                 | 7e                                                        | -                                  | -                              |
| Liu Xiao                                      | Sabre individuel    | exempt                 | Diego Occhiuzzi (ITA) 9-15  | -                              | -                             | -                    | -                                                         | -                                                         | -                                  | -                              |
| Wang Jingzhi                                  | Sabre individuel    | exempt                 | Won Woo-young 6-15          | -                              | -                             | -                    | -                                                         | -                                                         | -                                  | -                              |
| Zhong Man                                     | Sabre individuel    | exempt                 | Kim Jung-hwan (KOR) 15-14   | Áron Szilágyi 10-15            | -                             | -                    | -                                                         | -                                                         | -                                  | -                              |
| Liu Xiao Lu Ke Jiang Wang Jingzhi Zhong Man   | Sabre par équipes   | NC                     | NC                          | NC                             | Roumanie 30-45                | -                    | États-Unis 45-28 Allemagne 30-45                          | 6e                                                        | -                                  | -                              |

Femmes
| Athlète                              | Compétition        | 1/32 de finale   | 1/16 de finale                   | 1/8 de finale                | Quarts de finale              | Demi-finales                | Match pour la médaille de bronze Matchs de classement 5-8 | Match pour la médaille de bronze Matchs de classement 5-8 | Finale             | Finale                         |
| Athlète                              | Compétition        | Adversaire Score | Adversaire Score                 | Adversaire Score             | Adversaire Score              | Adversaire Score            | Adversaire Score                                          | Rang                                                      | Adversaire Score   | Rang                           |
| ------------------------------------ | ------------------ | ---------------- | -------------------------------- | ---------------------------- | ----------------------------- | --------------------------- | --------------------------------------------------------- | --------------------------------------------------------- | ------------------ | ------------------------------ |
| Li Na                                | Épée individuelle  | exempte          | Kseniya Pantelyeyeva (UKR) 15-10 | Britta Heidemann (GER) 13-14 | -                             | -                           | -                                                         | -                                                         | -                  | -                              |
| Luo Xiaojuan                         | Épée individuelle  | exempte          | Sarra Besbes (TUN) 9-15          | -                            | -                             | -                           | -                                                         | -                                                         | -                  | -                              |
| Sun Yujie                            | Épée individuelle  | exempte          | Imke Duplitzer (GER) 15-10       | Tiffany Géroudet (SUI) 15-10 | Rossella Fiamingo (ITA) 15-14 | Yana Shemyakina (UKR) 13-14 | Shin A-lam (KOR) 15-11                                    | Médaille de bronze, Jeux olympiques                       | -                  | -                              |
| Li Na Luo Xiaojuan Sun Yujie Xu Anqi | Épée par équipes   | NC               | NC                               | NC                           | Allemagne 45-42               | Russie 20-19                | -                                                         | -                                                         | Corée du Sud 39-25 | Médaille d'or, Jeux olympiques |
| Chen Jinyan                          | Fleuret individuel | exempte          | Małgorzata Wojtkowiak (POL) 15-8 | Valentina Vezzali (ITA) 6-15 | -                             | -                           | -                                                         | -                                                         | -                  | -                              |
| Chen Xiaodong                        | Sabre individuel   | NC               | Amira Ben Chaabane (TUN) 15-12   | Irene Vecchi (ITA) 10-15     | -                             | -                           | -                                                         | -                                                         | -                  | -                              |
| Zhu Min                              | Sabre individuel   | NC               | Bianca Pascu (ROU) 15-10         | Julia Gavrilova (RUS) 15-11  | Mariel Zagunis (USA) 6-15     | -                           | -                                                         | -                                                         | -                  | -                              |

## Gymnastique

### Artistique
Hommes
| Athlète                                                  | Compétition | Appareils    | Appareils  | Appareils    | Appareils  | Appareils    | Appareils   | Qualification | Qualification | Appareils  | Appareils  | Appareils  | Appareils  | Appareils  | Appareils  | Finale  | Finale                         |
| Athlète                                                  | Compétition | S            | CA         | A            | SC         | BP           | BF          | Total         | Rang          | S          | CA         | A          | SC         | BP         | BF         | Total   | Rang                           |
| -------------------------------------------------------- | ----------- | ------------ | ---------- | ------------ | ---------- | ------------ | ----------- | ------------- | ------------- | ---------- | ---------- | ---------- | ---------- | ---------- | ---------- | ------- | ------------------------------ |
| Chen Yibing                                              | Individuel  | -            | 14.466 14e | 15.858 1er Q | -          | 12.900 69e   | -           | 43.224        | -             | -          | 14.733 11e | 15.800 2e  | -          | -          | -          | -       | -                              |
| Feng Zhe                                                 | Individuel  | 14.433 40e   | -          | 14.866 24e   | 16.100 12e | 15.633 3e Q  | 15.000 14e  | 76.032        | -             | 14.400 21e | -          | 14.533 20e | 16.216 4e  | 15.950 1er | 15.000 14e | -       | -                              |
| Guo Weiyang                                              | Individuel  | 12.266 70e   | 13.266 47e | 14.400 42e   | 15.300 49e | 13.966 53e   | 14.933 18e  | 84.131        | 29e           | -          | 14.600 6e  | 14.566 19e | -          | 15.200 13e | -          | -       | -                              |
| Zhang Chenglong                                          | Individuel  | 14.666 31e   | 13.133 48e | -            | 16.233 =8e | 15.366 =9e Q | 15.933 2e Q | 75.331        | -             | 14.900 14e | 14.500 16e | -          | 16.200 5e  | 15.600 2e  | 15.666 6e  | -       | -                              |
| Zou Kai                                                  | Individuel  | 15.833 1er Q | 12.533 58e | -            | 15.200 52e | -            | 15.533 7e Q | 59.099        | -             | 15.833 1er | -          | -          | 15.900 12e | -          | 16.400 1er | -       | -                              |
| Chen Yibing Feng Zhe Guo Weiyang Zhang Chenglong Zou Kai | Par équipes | 44,932 7e    | 40,865 10e | 45,124 5e    | 47,633 8e  | 44,965 6e    | 46,466 2e   | 269,985       | 6e Q          | 45,133 5e  | 43,833 4e  | 44,899 5e  | 48,316 1er | 46,750 1er | 47,066 1er | 275,997 | Médaille d'or, Jeux olympiques |

Finales individuelles
| Athlète         | Compétition       | Appareil | Appareil | Appareil | Appareil | Appareil | Appareil | Total  | Rang                                |
| Athlète         | Compétition       | S        | CA       | A        | SC       | BP       | BF       | Total  | Rang                                |
| --------------- | ----------------- | -------- | -------- | -------- | -------- | -------- | -------- | ------ | ----------------------------------- |
| Chen Yibing     | Anneaux           | NC       | NC       | 15.800   | NC       | NC       | NC       | 15.800 | Médaille d'argent, Jeux olympiques  |
| Feng Zhe        | Barres parallèles | NC       | NC       | NC       | NC       | 15.966   | NC       | 15.966 | Médaille d'or, Jeux olympiques      |
| Zhang Chenglong | Barres parallèles | NC       | NC       | NC       | NC       | 13.808   | NC       | 13.808 | 9e                                  |
| Zhang Chenglong | Barre fixe        | NC       | NC       | NC       | NC       | NC       | 16.266   | 16.266 | 4e                                  |
| Zou Kai         | Barre fixe        | NC       | NC       | NC       | NC       | NC       | 16.366   | 16.366 | Médaille de bronze, Jeux olympiques |
| Zou Kai         | Sol               | 15.933   | NC       | NC       | NC       | NC       | NC       | 15.933 | Médaille d'or, Jeux olympiques      |

Femmes
| Athlète                                                | Compétition | Appareils  | Appareils   | Appareils   | Appareils    | Qualification | Qualification | Appareils  | Appareils  | Appareils  | Appareils  | Finale  | Finale |
| Athlète                                                | Compétition | S          | SC          | BA          | P            | Total         | Rang          | S          | SC         | BA         | P          | Total   | Rang   |
| ------------------------------------------------------ | ----------- | ---------- | ----------- | ----------- | ------------ | ------------- | ------------- | ---------- | ---------- | ---------- | ---------- | ------- | ------ |
| Deng Linlin                                            | Individuel  | 13.833 29e | 14.833 15e  | 14.166 24e  | 15.166 4e Q  | 57.998        | 6e            | 13.733 19e | 14.900 11e | -          | 13.766 17e | -       | -      |
| He Kexin                                               | Individuel  | -          | 13.733 51e  | 15.966 2e Q | -            | 29.699        | -             | -          | -          | 15.766 2e  | -          | -       | -      |
| Huang Qiushuang                                        | Individuel  | 13.575 38e | 15.000 =12e | 15.266 7e   | 13.866 28e   | 57.707        | 10e Q         | 12.500 23e | 15.033 10e | 15.100 7e  | 13.800 16e | -       | -      |
| Sui Lu                                                 | Individuel  | 14.233 13e | -           | -           | 15.400 1re Q | 29.633        | -             | 14.600 8e  | -          | -          | 15.366 2e  | -       | -      |
| Yao Jinnan                                             | Individuel  | 13.066 54e | 13.133 70e  | 15.766 4e Q | 12.833 51e   | 54.798        | 22e           | -          | 14.333 19e | 15.533 5e  | -          | -       | -      |
| Deng Linlin He Kexin Huang Qiushuang Sui Lu Yao Jinnan | Par équipes | 41.641 8e  | 43.566 6e   | 46.998 1re  | 44.432 4e    | 176.637       | 3e Q          | 40.833 7e  | 44.266 5e  | 46.399 1re | 42.932 4e  | 174.430 | 4e     |

Finales individuelles
| Athlète         | Compétition         | Appareil | Appareil | Appareil | Appareil | Total  | Rang                               |
| Athlète         | Compétition         | S        | SC       | BA       | P        | Total  | Rang                               |
| --------------- | ------------------- | -------- | -------- | -------- | -------- | ------ | ---------------------------------- |
| Deng Linlin     | Individuel          | 13.933   | 14.900   | 14.266   | 15.300   | 58.399 | 6e                                 |
| Deng Linlin     | Poutre              | NC       | NC       | NC       | 15.600   | 15.600 | Médaille d'or, Jeux olympiques     |
| He Kexin        | Barres asymétriques | NC       | NC       | 15.933   | NC       | 15.933 | Médaille d'argent, Jeux olympiques |
| Huang Qiushuang | Individuel          | 13.933   | 14.916   | 15.133   | 14.133   | 58.115 | 7e                                 |
| Sui Lu          | Poutre              | NC       | NC       | NC       | 15.500   | 15.500 | Médaille d'argent, Jeux olympiques |
| Yao Jinnan      | Barres asymétriques | NC       | NC       | 15.766   | NC       | 15.766 | 4e                                 |

### Rythmique
| Athlète     | Compétition | Qualification | Qualification | Qualification | Qualification | Qualification | Qualification | Finale  | Finale | Finale | Finale | Finale | Finale |
| Athlète     | Compétition | Cerceau       | Ballon        | Massue        | Ruban         | Total         | Rang          | Cerceau | Ballon | Massue | Ruban  | Total  | Rang   |
| ----------- | ----------- | ------------- | ------------- | ------------- | ------------- | ------------- | ------------- | ------- | ------ | ------ | ------ | ------ | ------ |
| Deng Senyue | Individuel  | 27.150 13e    | 26.800 =10e   | 27.575 8e     | 27.300 9e     | 108.825       | 11e           | -       | -      | -      | -      | -      | -      |

### Trampoline
| Athlète        | Compétition | Séries  | Séries | Finale | Finale                              |
| Athlète        | Compétition | Score   | Rang   | Score  | Rang                                |
| -------------- | ----------- | ------- | ------ | ------ | ----------------------------------- |
| Dong Dong      | Hommes      | 112.895 | 1er    | 62.990 | Médaille d'or, Jeux olympiques      |
| Lu Chunlong    | Hommes      | 112.299 | 3e     | 61.319 | Médaille de bronze, Jeux olympiques |
| He Wenna       | Femmes      | 105.500 | 1re    | 55.950 | Médaille de bronze, Jeux olympiques |
| Huang Shanshan | Femmes      | 104.759 | 2e     | 56.730 | Médaille d'argent, Jeux olympiques  |

## Haltérophilie
| Lin Qingfeng | -69 kg | 157      | 1er | 187 | 2e  | 344      | Médaille d'or, Jeux olympiques     |   |   |
| Lu Haojie    | -77 kg | 170      | 2e  | 190 | 5e  | 360      | Médaille d'argent, Jeux olympiques |   |   |
| Lu Xiaojun   | -77 kg | 175 (RM) | 1er | 204 | 1er | 379 (RM) | Médaille d'or, Jeux olympiques     |   |   |
| Lu Yong      | -85 kg | 178      | 1er | –   | –   | –        | –                                  | – | – |
| Wu Jingbiao  | -56 kg | 133      | 1er | 156 | 5e  | 289      | Médaille d'argent, Jeux olympiques |   |   |
| Zhang Jie    | -62 kg | 140      | 3e  | 174 | 2e  | 314      | 4e                                 |   |   |

| Athlète       | Compétition | Arraché  | Arraché | Épaulé-jeté | Épaulé-jeté | Total    | Rang                           |
| Athlète       | Compétition | Résultat | Rang    | Résultat    | Rang        | Total    | Rang                           |
| ------------- | ----------- | -------- | ------- | ----------- | ----------- | -------- | ------------------------------ |
| Li Xueying    | -58 kg      | 108 (RO) | 1re     | 138         | 1re         | 246 (RO) | Médaille d'or, Jeux olympiques |
| Wang Mingjuan | -48 kg      | 91       | 1re     | 114         | 1re         | 205      | Médaille d'or, Jeux olympiques |
| Zhou Jun      | -53 kg      | -        | DNF     | -           | -           | -        | -                              |
| Wang Mingjuan | +75 kg      | 146      | 2e      | 187 (RO)    | 1re         | 333 (RM) | Médaille d'or, Jeux olympiques |

## Hockey sur gazon
Matchs de poule
| Pays                | Équipes             | Score               | Équipes             | Pays                |
| Dimanche 29 juillet | Dimanche 29 juillet | Dimanche 29 juillet | Dimanche 29 juillet | Dimanche 29 juillet |
| ------------------- | ------------------- | ------------------- | ------------------- | ------------------- |
|                     | Chine               | 4 – 0               | Corée du Sud        |                     |
| Mardi 31 juillet    |                     |                     |                     |                     |
|                     | Chine               | 0 – 0               | Belgique            |                     |
| Jeudi 2 août        |                     |                     |                     |                     |
|                     | Chine               | 0 – 1               | Pays-Bas            |                     |
| Samedi 4 août       |                     |                     |                     |                     |
|                     | Chine               | 2 – 1               | Royaume-Uni         |                     |
| Lundi 6 août        |                     |                     |                     |                     |
|                     | Japon               | 1 - 0               | Chine               |                     |

Classement
| Rang | Équipe       | Pts | J | V | N | P | BP | BC | Diff |
| ---- | ------------ | --- | - | - | - | - | -- | -- | ---- |
| 1    | Pays-Bas     | 15  | 5 | 5 | 0 | 0 | 12 | 5  | +7   |
| 2    | Royaume-Uni  | 9   | 5 | 3 | 0 | 2 | 14 | 7  | +7   |
| 3    | Chine        | 7   | 5 | 2 | 1 | 2 | 6  | 3  | +3   |
| 4    | Corée du Sud | 3   | 5 | 2 | 0 | 3 | 9  | 13 | -4   |
| 5    | Japon        | 4   | 5 | 1 | 1 | 3 | 4  | 9  | -5   |
| 6    | Belgique     | 2   | 5 | 0 | 2 | 3 | 2  | 10 |      |

|  | Qualifié pour les quarts de finale                                                                                                 |
|  | Dispute les matchs de classements                                                                                                  |
|  | Pts : Points gagnés • J Joués • V : Victoires • N : Matchs nuls • P : Perdus BP : Buts pour • BC : Buts contre • Diff : Différence |

Matchs de classement
| 5e et 6e places          | Chine | 0 - 2   | Australie | Riverbank Arena, Londres |  |
| 10 août 2012 8 h 30 WEST |       | (0 – 0) |           |                          |  |

## Judo
Hommes
| Athlète  | Compétition    | 1/32 de finale      | 1/16 de finale                | 1/8 de finale       | Quarts de finale    | Demi-finales        | Repêchage 1         | Repêchage 2         | Finale              | Finale |
| Athlète  | Compétition    | Adversaire Résultat | Adversaire Résultat           | Adversaire Résultat | Adversaire Résultat | Adversaire Résultat | Adversaire Résultat | Adversaire Résultat | Adversaire Résultat | Rang   |
| -------- | -------------- | ------------------- | ----------------------------- | ------------------- | ------------------- | ------------------- | ------------------- | ------------------- | ------------------- | ------ |
| A Lamusi | Moins de 60 kg | exempt              | Javier Guédez (VEN) 0000/0111 | -                   | -                   | -                   | -                   | -                   | -                   | -      |

Femmes
| Athlète    | Compétition    | 1/16 de finale                   | 1/8 de finale                     | Quarts de finale                       | Demi-finales                   | Repêchage 1                      | Repêchage 2                             | Finale                       | Finale                             |
| Athlète    | Compétition    | Adversaire Résultat              | Adversaire Résultat               | Adversaire Résultat                    | Adversaire Résultat            | Adversaire Résultat              | Adversaire Résultat                     | Adversaire Résultat          | Rang                               |
| ---------- | -------------- | -------------------------------- | --------------------------------- | -------------------------------------- | ------------------------------ | -------------------------------- | --------------------------------------- | ---------------------------- | ---------------------------------- |
| Wu Shugen  | Moins de 48 kg | exempte                          | Lisa Kearney (IRL) 1011/0012      | Sarah Menezes (BRA) 0002/0011          | -                              | Éva Csernoviczki (HUN) 0002/0021 | -                                       | -                            | -                                  |
| He Hongmei | Moins de 52 kg | Priscilla Gneto (FRA) 0111/0012  | -                                 | -                                      | -                              | -                                | -                                       | -                            | -                                  |
| Wang Hui   | Moins de 57 kg | Corina Căprioriu (ROU) 1020/0000 | -                                 | -                                      | -                              | -                                | -                                       | -                            | -                                  |
| Xu Lili    | Moins de 63 kg | Mariana Silva (BRA) 0101/0001    | Edwige Gwend (ITA) 0211/0002      | Elisabeth Willeboordse (NED) 1000/0001 | Joung Da-Woon (KOR) 0011/0002  | -                                | -                                       | Urška Žolnir (SLO) 0100/0011 | Médaille d'argent, Jeux olympiques |
| Chen Fei   | Moins de 70 kg | Katarzyna Kłys (POL) 1001/0000   | Houda Miled (TUN) 0100/0001       | Haruka Tachimoto (JPN) 0002/0002       | Kerstin Thiele (GER) 1000/0001 | -                                | Yuri Alvear (COL) 0011/0001             | -                            | -                                  |
| Yang Xiuli | Moins de 78 kg | exempte                          | Aye Aye Aung (MYA) 1000/0000      | Audrey Tcheuméo (FRA) 0001/0101        | -                              | Marhinde Verkerk (NED) 0000/0000 | -                                       | -                            | -                                  |
| Tong Wen   | Plus de 78 kg  | Vanessa Zambotti (MEX) 0100/0000 | Urszula Sadkowska (POL) 0101/0000 | Iryna Kindzerska (UKR) 0100/0000       | Idalys Ortíz (CUB) 0001/0001   | -                                | Maria Suelen Altheman (BRA) · 0100/0001 | -                            | -                                  |

## Lutte
| Athlète             | Compétition     | Qualification                          | Huitièmes de finale                 | Quarts de finale                     | Demi-finales        | Repêchage 1                          | Repêchage 2         | Finale              | Finale |
| Athlète             | Compétition     | Adversaire Résultat                    | Adversaire Résultat                 | Adversaire Résultat                  | Adversaire Résultat | Adversaire Résultat                  | Adversaire Résultat | Adversaire Résultat | Rang   |
| ------------------- | --------------- | -------------------------------------- | ----------------------------------- | ------------------------------------ | ------------------- | ------------------------------------ | ------------------- | ------------------- | ------ |
| Lutte gréco-romaine |                 |                                        |                                     |                                      |                     |                                      |                     |                     |        |
| Li Shujin           | Moins de 55 kg  | Bat Vyugar Ragymov (UKR) 3-1           | Bat Aleksandar Kostadinov (BUL) 3-1 | Battu par Rovshan Bayramov (AZE) 0-3 | –                   | Battu par Mingiyan Semenov (RUS) 0-3 | –                   | –                   | –      |
| Liu Deli            | Moins de 120 kg | Battu par Mihály Deák-Bárdos (HUN) 1-3 | –                                   | –                                    | –                   | –                                    | –                   | –                   | –      |
| Sheng Jiang         | Moins de 60 kg  | Battu par Omid Norouzi (IRI) 1-3       | –                                   | –                                    | –                   | Battu par Ivo Angelov (BUL) 1-3      | –                   | –                   | –      |
| Lutte libre         |                 |                                        |                                     |                                      |                     |                                      |                     |                     |        |
| Zhang Chongyao      | Moins de 74 kg  | exempt                                 | Battu par Gábor Hatos (HUN) 0-3     | –                                    | –                   | –                                    | –                   | –                   | –      |

| Athlète     | Compétition    | Qualification                      | Huitièmes de finale              | Quarts de finale              | Demi-finales                           | Repêchage 1         | Repêchage 2                          | Finale                          | Finale                             |
| Athlète     | Compétition    | Adversaire Résultat                | Adversaire Résultat              | Adversaire Résultat           | Adversaire Résultat                    | Adversaire Résultat | Adversaire Résultat                  | Adversaire Résultat             | Rang                               |
| ----------- | -------------- | ---------------------------------- | -------------------------------- | ----------------------------- | -------------------------------------- | ------------------- | ------------------------------------ | ------------------------------- | ---------------------------------- |
| Lutte libre |                |                                    |                                  |                               |                                        |                     |                                      |                                 |                                    |
| Jing Ruixue | Moins de 63 kg | exempte                            | Bat Choe Un Gyong (PRK) 3-1      | Bat Monika Michalik (POL) 3-0 | Bat Lubov Volosova (RUS) 3-1           | –                   | –                                    | Battue par Kaori Icho (JPN) 0-3 | Médaille d'argent, Jeux olympiques |
| Wang Jiao   | Moins de 72 kg | exempte                            | Bat Amarachi Obiajunwa (NGR) 5-0 | Bat Svetlana Saenko (MDA) 5-0 | Battue par Natalia Vorobieva (RUS) 0-5 | –                   | Battue par Guzel Manyurova (KAZ) 1-3 | –                               | –                                  |
| Zhao Shasha | Moins de 48 kg | Battue par Clarissa Chun (USA) 0-3 | –                                | –                             | –                                      | –                   | –                                    | –                               | –                                  |

## Natation

### Natation sportive
| Athlète                                                | Épreuve              | Séries         | Séries | Demi-finales  | Demi-finales | Finale              | Finale                              |
| Athlète                                                | Épreuve              | Temps          | Rang   | Temps         | Rang         | Temps               | Rang                                |
| ------------------------------------------------------ | -------------------- | -------------- | ------ | ------------- | ------------ | ------------------- | ----------------------------------- |
| Chen Cheng                                             | 200 m brasse         | 2 min 19 s 83  | 33e    | -             | -            | -                   | -                                   |
| Chen Yin                                               | 200 m papillon       | 1 min 55 s 60  | 6e     | 1 min 54 s 43 | 3e           | 1 min 55 s 18       | 8e                                  |
| Cheng Feiyi                                            | 100 m dos            | 53 s 22        | 2e     | 53 s 50       | 6e           | 53 s 77             | 8e                                  |
| Dai Jun                                                | 1 500 m nage libre   | 15 min 13 s 90 | 15e    | NC            | NC           | –                   | –                                   |
| Hao Yun                                                | 400 m nage libre     | 3 min 46 s 88  | 6e     | NC            | NC           | 3 min 46 s 02       | 4e                                  |
| He Jianbin                                             | 100 m dos            | 54 s 81        | 21e    | –             | –            | –                   | –                                   |
| Li Xiayan                                              | 100 m brasse         | 1 min 01 s 55  | 28e    | –             | –            | –                   | –                                   |
| Li Yunqi                                               | 200 m nage libre     | 1 min 48 s 72  | 23e    | –             | –            | –                   | –                                   |
| Lu Zhiwu                                               | 100 m nage libre     | DNS            | -      | -             | -            | -                   | -                                   |
| Yang Shi                                               | 50 m nage libre      | 22 s 64        | 26e    | -             | -            | -                   | -                                   |
| Yang Sun                                               | 200 m nage libre     | 1 min 46 s 24  | 1er    | 1 min 45 s 61 | 1er          | 1 min 44 s 93       | Médaille de bronze, Jeux olympiques |
| Yang Sun                                               | 400 m nage libre     | 3 min 45 s 07  | 1er    | NC            | NC           | 3 min 40 s 14 (RO)  | Médaille d'or, Jeux olympiques      |
| Yang Sun                                               | 1 500 m nage libre   | 14 min 43 s 25 | 1er    | NC            | NC           | 14 min 31 s 02 (RM) | Médaille d'or, Jeux olympiques      |
| Wang Chengxiang                                        | 400 m 4 nages        | 4 min 15 s 57  | 14e    | NC            | NC           | -                   | -                                   |
| Wang Shun                                              | 200 m 4 nages        | 2 min 00 s 85  | 22e    | -             | -            | -                   | -                                   |
| Wu Peng                                                | 200 m 4 nages        | 2 min 01 s 43  | 30e    | -             | -            | -                   | -                                   |
| Wu Peng                                                | 200 m papillon       | 1 min 55 s 88  | 10e    | 1 min 55 s 65 | 11e          | -                   | -                                   |
| Xu Jiayu                                               | 200 m dos            | 2 min 00 s 26  | 28e    | -             | -            | -                   | -                                   |
| Yang Zhixian                                           | 400 m 4 nages        | 4 min 15 s 45  | 12e    | NC            | NC           | -                   | -                                   |
| Zhang Fenglin                                          | 200 m dos            | 1 min 56 s 71  | 3e     | 1 min 55 s 66 | 3e           | 1 min 55 s 59       | 4e                                  |
| Zhou Jiawei                                            | 100 m papillon       | 52 s 06        | 8e     | 52 s 30       | 13e          | -                   | -                                   |
| He Jianbin Lu Zhiwu Shi Tengfei Zhang Enjian           | 4 × 100 m nage libre | 3 min 17 s 00  | 11e    | NC            | NC           | -                   | -                                   |
| Dai Jun Hao Yun Haiqi Jiang Li Yunqi Lu Zhiwu Yang Sun | 4 × 200 m nage libre | 7 min 11 s 35  | 6e     | NC            | NC           | 7 min 06 s 30       | Médaille de bronze, Jeux olympiques |
| Cheng Feiyi Li Xiayan Lu Zhiwu Zhou Jiawei             | 4 × 100 m 4 nages    | 3 min 34 s 65  | 11e    | NC            | NC           | -                   | -                                   |

| Athlète                                                                   | Épreuve              | Séries        | Séries | Demi-finales       | Demi-finales | Finale             | Finale                              |
| Athlète                                                                   | Épreuve              | Temps         | Rang   | Temps              | Rang         | Temps              | Rang                                |
| ------------------------------------------------------------------------- | -------------------- | ------------- | ------ | ------------------ | ------------ | ------------------ | ----------------------------------- |
| Bai Anqi                                                                  | 200 m dos            | 2 min 11 s 26 | 19e    | -                  | -            | -                  | -                                   |
| Fu Yuanhui                                                                | 100 m dos            | 59 s 96       | 8e     | 59 s 82            | 8e           | 1 min 00 s 50      | 8e                                  |
| Liping Ji                                                                 | 200 m brasse         | 2 min 25 s 76 | 7e     | 2 min 27 s 26      | 13e          | -                  | -                                   |
| Jiao Liuyang                                                              | 100 m papillon       | 57 s 71       | 6e     | 58 s 04            | 9e           | -                  | -                                   |
| Jiao Liuyang                                                              | 200 m papillon       | 2 min 07 s 15 | 2e     | 2 min 06 s 10      | 2e           | 2 min 04 s 06 (RO) | Médaille d'or, Jeux olympiques      |
| Li Jiaxing                                                                | 200 m 4 nages        | 2 min 13 s 43 | 13e    | 2 min 12 s 69      | 11e          | -                  | -                                   |
| Li Xuanxu                                                                 | 400 m 4 nages        | 4 min 34 s 28 | 4e     | NC                 | NC           | 4 min 32 s 91      | Médaille de bronze, Jeux olympiques |
| Li Xuanxu                                                                 | 400 m nage libre     | 4 min 10 s 95 | 19e    | NC                 | NC           | -                  | -                                   |
| Liu Xiaoyu                                                                | 100 m brasse         | 1 min 07 s 99 | 17e    | -                  | -            | -                  | -                                   |
| Liu Zige                                                                  | 200 m papillon       | 2 min 08 s 72 | 11e    | 2 min 06 s 99      | 6e           | 2 min 07 s 77      | 8e                                  |
| Lu Ying                                                                   | 100 m papillon       | 2 min 08 s 72 | 11e    | 2 min 06 s 99      | 6e           | 56 s 87            | Médaille d'argent, Jeux olympiques  |
| Shao Yiwen                                                                | 400 m nage libre     | 4 min 08 s 41 | 14e    | NC                 | NC           | -                  | -                                   |
| Shao Yiwen                                                                | 800 m nage libre     | 8 min 27 s 78 | 9e     | NC                 | NC           | -                  | -                                   |
| Song Wenyan                                                               | 200 m nage libre     | 1 min 59 s 47 | 21e    | -                  | -            | -                  | -                                   |
| Sun Ye                                                                    | 200 m brasse         | 2 min 27 s 94 | 24e    | -                  | -            | -                  | -                                   |
| Tang Yi                                                                   | 100 m nage libre     | 53 s 28       | 1re    | 53 s 60            | 4e           | 53 s 44            | Médaille de bronze, Jeux olympiques |
| Wang Shijia                                                               | 200 m nage libre     | 1 min 58 s 73 | 14e    | 1 min 58 s 63      | 15e          | -                  | -                                   |
| Xin Xin                                                                   | 800 m nage libre     | 8 min 40 s 88 | 24e    | NC                 | NC           | -                  | -                                   |
| Yao Yige                                                                  | 200 m dos            | 2 min 12 s 14 | 22e    | -                  | -            | -                  | -                                   |
| Ye Shiwen                                                                 | 200 m 4 nages        | 2 min 08 s 90 | 1re    | 2 min 08 s 39 (RO) | 1re          | 2 min 07 s 57 (RO) | Médaille d'or, Jeux olympiques      |
| Ye Shiwen                                                                 | 400 m 4 nages        | 4 min 31 s 73 | 2e     | NC                 | NC           | 4 min 28 s 43 (RM) | Médaille d'or, Jeux olympiques      |
| Zhao Jin                                                                  | 100 m brasse         | 1 min 07 s 68 | 13e    | 1 min 07 s 97      | 15e          | -                  | -                                   |
| Zhao Jing                                                                 | 100 m dos            | 59 s 97       | 9e     | 59 s 55            | 4e           | 59 s 23            | 6e                                  |
| Zhu Qianwei                                                               | 50 m nage libre      | 25 s 54       | 24e    | -                  | -            | -                  | -                                   |
| Pang Jiaying Qiu Yuhan Tang Yi Wang Haibing Wang Shijia                   | 4 × 100 m nage libre | 3 min 37 s 91 | 4e     | NC                 | NC           | 3 min 36 s 75      | 4e                                  |
| Qian Chen Liu Jing Pang Jiaying Tang Yi Wang Shijia Ye Shiwen Zhu Qianwei | 4 × 200 m nage libre | 7 min 53 s 66 | 6e     | NC                 | NC           | 7 min 53 s 11      | 6e                                  |
| Gao Chang Liping Ji Jiao Liuyang Lu Ying Sun Ye Tang Yi Zhao Jing         | 4 × 100 m 4 nages    | 3 min 59 s 38 | 7e     | NC                 | NC           | 3 min 56 s 41      | 5e                                  |

### Nage en eau libre
| Athlète      | Épreuve      | Finale | Finale |
| Athlète      | Épreuve      | Temps  | Rang   |
| ------------ | ------------ | ------ | ------ |
| Fang Yanqiao | 10 km femmes | DNF    | -      |

## Natation synchronisée
| Athlètes                                                                                          | Compétition | Programme technique      | Programme technique | Programme libre (qualifications) | Programme libre (qualifications) | Programme libre (qualifications) | Programme libre (finale) | Programme libre (finale)  | Programme libre (finale)            |
| Athlètes                                                                                          | Compétition | Points                   | Rang                | Points                           | Total (technique + libre)        | Rang                             | Points                   | Total (technique + libre) | Rang                                |
| ------------------------------------------------------------------------------------------------- | ----------- | ------------------------ | ------------------- | -------------------------------- | -------------------------------- | -------------------------------- | ------------------------ | ------------------------- | ----------------------------------- |
| Huang Xuechen Liu Ou                                                                              | Duo         | 96.100 (48.100 ; 48.000) | 2e                  | 96.710 (48.380 ; 48.330)         | 192.810                          | 2e                               | 96.770 (48.430 ; 48.340) | 192.870                   | Médaille de bronze, Jeux olympiques |
| Chang Si Chen Xiaojun Huang Xuechen Jiang Tingting Jiang Wenwen Liu Ou Luo Xi Wu Yiwen Sun Wenyan | Ballet      | 97.000 (48.500, 48.500)  | 2e                  | NC                               | NC                               | NC                               | 97.010 (48.600, 48.410)  | 194.010                   | Médaille d'argent, Jeux olympiques  |

## Pentathlon moderne
| Athlète       | Compétition | Escrime (épée, une touche) | Escrime (épée, une touche) | Escrime (épée, une touche) | Natation (200 m nage libre) | Natation (200 m nage libre) | Natation (200 m nage libre) | Équitation (saut d'obstacles) | Équitation (saut d'obstacles) | Équitation (saut d'obstacles) | Combiné course/tir (3 000 m / pistolet à 10 m) | Combiné course/tir (3 000 m / pistolet à 10 m) | Combiné course/tir (3 000 m / pistolet à 10 m) | Total | Rang                               |
| Athlète       | Compétition | Résultats                  | Rang                       | Points                     | Temps                       | Rang                        | Points                      | Pénalités                     | Rang                          | Points                        | Temps                                          | Rang                                           | Points                                         | Total | Rang                               |
| ------------- | ----------- | -------------------------- | -------------------------- | -------------------------- | --------------------------- | --------------------------- | --------------------------- | ----------------------------- | ----------------------------- | ----------------------------- | ---------------------------------------------- | ---------------------------------------------- | ---------------------------------------------- | ----- | ---------------------------------- |
| Cao Zhongrong | Hommes      | 25 V 10 D                  | 2e                         | 1000                       | 1 min 58 s 93               | 3e                          | 1 376                       | 74.62                         | 27e                           | 1 080                         | 10 min 38 s 02                                 | 9e                                             | 2 448                                          | 5 904 | Médaille d'argent, Jeux olympiques |
| Wang Guan     | Hommes      | 12 V 23 D                  | 34e                        | 688                        | 2 min 12 s 13               | 32e                         | 1 216                       | 0 (DNS)                       | 36e                           | 0                             | 0 (DNS)                                        | 36e                                            | 0                                              | 1 904 | 36e                                |
| Chen Qian     | Femmes      | 21 V 14 D                  | 6e                         | 904                        | 2 min 17 s 77               | 14e                         | 1 148                       | 85.30                         | 22e                           | 1 120                         | 11 min 52 s 20                                 | 3e                                             | 2 152                                          | 5 324 | 5e                                 |
| Miao Yihua    | Femmes      | 20 V 15 D                  | 8e                         | 880                        | 2 min 19 s 31               | 21e                         | 1 132                       | 81.87                         | 17e                           | 1 136                         | 12 min 26 s 31                                 | 20e                                            | 2 016                                          | 5 164 | 14e                                |

## Plongeon
| Athlète                | Compétition                      | Éliminatoires                                        | Éliminatoires | Demi-finale                                          | Demi-finale | Finale                                               | Finale                              |
| Athlète                | Compétition                      | Points                                               | Rang          | Points                                               | Rang        | Points                                               | Rang                                |
| ---------------------- | -------------------------------- | ---------------------------------------------------- | ------------- | ---------------------------------------------------- | ----------- | ---------------------------------------------------- | ----------------------------------- |
| He Chong               | Tremplin à 3 mètres              | 500.90 (73.50, 88.40, 85.75, 78.20, 91.20 et 83.85)  | 2e            | 510.15 (76.50, 86.70, 84.00, 91.80, 91.20 et 79.95)  | 1er         | 524.15 (72.00, 81.60, 89.25, 85.00, 98.80 et 97.50)  | Médaille de bronze, Jeux olympiques |
| Qin Kai                | Tremplin à 3 mètres              | 451.60 (76.50, 85.00, 89.25, 86.70, 39.90 et 74.25)  | 11e           | 500.35 (79.50, 74.80, 84.00, 86.70, 91.20 et 84.15)  | 3e          | 541.75 (81.00, 86.70, 96.25, 91.80, 96.90 et 89.10)  | Médaille d'argent, Jeux olympiques  |
| Luo Yutong/Qin Kai     | Tremplin à 3 mètres synchronisé  | NC                                                   | NC            | NC                                                   | NC          | 477.00 (56.40, 52.20, 85.68, 88.74, 104.88 et 89.10) | Médaille d'or, Jeux olympiques      |
| Lin Yue                | Haut-vol à 10 mètres             | 532.15 (86.40, 74.25, 100.80, 92.50, 91.80 et 86.40) | 2e            | 541.80 (81.60, 94.05, 102.60, 94.35, 75.60 et 93.60) | 2e          | 527.30 (91.20, 94.05, 91.80, 68.45, 91.80 et 90.00)  | 6e                                  |
| Qiu Bo                 | Haut-vol à 10 mètres             | 563.70 (86.40, 99.75, 94.05, 86.40, 99.90 et 97.20)  | 1er           | 563.55 (89.60, 85.75, 94.05, 102.60, 94.35 et 97.20) | 1er         | 566.85 (91.20, 94.50, 92.40, 93.60, 94.35 et 100.80) | Médaille d'argent, Jeux olympiques  |
| Cao Yuan/Zhang Yanquan | Haut-vol à 10 mètres synchronisé | NC                                                   | NC            | NC                                                   | NC          | 486.78 (56.40, 55.80, 89.28, 93.06, 92.88 et 99.36)  | Médaille d'or, Jeux olympiques      |

| Athlète              | Compétition                      | Éliminatoires                                | Éliminatoires | Demi-finale                                  | Demi-finale | Finale                                       | Finale                             |
| Athlète              | Compétition                      | Points                                       | Rang          | Points                                       | Rang        | Points                                       | Rang                               |
| -------------------- | -------------------------------- | -------------------------------------------- | ------------- | -------------------------------------------- | ----------- | -------------------------------------------- | ---------------------------------- |
| He Zi                | Tremplin à 3 mètres              | 363.85 (72.00, 72.85, 79.50, 76.50 et 63.00) | 2e            | 354.50 (72.00, 62.00, 76.50, 76.50 et 67.50) | 3e          | 379.20 (76.50, 83.70, 78.00, 76.50 et 64.50) | Médaille d'argent, Jeux olympiques |
| Wu Minxia            | Tremplin à 3 mètres              | 387.95 (78.00, 78.30, 66.65, 81.00 et 84.00) | 1re           | 394.40 (76.50, 76.85, 79.05, 81.00 et 81.00) | 1re         | 414.00 (79.50, 79.75, 85.25, 84.00 et 85.50) | Médaille d'or, Jeux olympiques     |
| He Zi/Wu Minxia      | Tremplin à 3 mètres synchronisé  | NC                                           | NC            | NC                                           | NC          | 346.20 (54.00, 52.80, 79.20, 80.10 et 80.10) | Médaille d'or, Jeux olympiques     |
| Chen Ruolin          | Haut-vol à 10 mètres             | 392.35 (76.50, 78.40, 81.60, 74.25 et 81.60) | 1re           | 407.25 (73.50, 83.20, 81.60, 84.15 et 84.80) | 1re         | 422.30 (85.50, 84.80, 86.40, 79.20 et 86.40) | Médaille d'or, Jeux olympiques     |
| Hu Yadan             | Haut-vol à 10 mètres             | 337.85 (67.50, 73.60, 78.40, 51.15 et 67.20) | 6e            | 328.25 (69.00, 72.00, 76.80, 54.45 et 56.00) | 9e          | 349.50 (54.00, 43.20, 76.80, 89.10 et 86.40) | 9e                                 |
| Chen Ruolin/Wang Hao | Haut-vol à 10 mètres synchronisé | NC                                           | NC            | NC                                           | NC          | 368.40 (53.40, 56.40, 81.00, 89.28 et 88.32) | Médaille d'or, Jeux olympiques     |

## Taekwondo
Hommes
| Athlète    | Compétition | Huitièmes de finale       | Quarts de finale         | Demi-finales        | Repêchage 1             | Repêchage 2                 | Finale              | Finale |
| Athlète    | Compétition | Adversaire Résultat       | Adversaire Résultat      | Adversaire Résultat | Adversaire Résultat     | Adversaire Résultat         | Adversaire Résultat | Rang   |
| ---------- | ----------- | ------------------------- | ------------------------ | ------------------- | ----------------------- | --------------------------- | ------------------- | ------ |
| Liu Xiaobo | +80 kg      | Kenneth Edwards (JAM) 6-4 | Carlo Molfetta (ITA) 5-6 | -                   | Alisher Gulov (TJK) 6-1 | Bahri Tanrıkulu (TUR) · 3-2 | –                   | –      |

Femmes
| Athlète    | Compétition | Huitièmes de finale                  | Quarts de finale          | Demi-finales                | Repêchage 1         | Repêchage 2         | Finale                           | Finale                             |
| Athlète    | Compétition | Adversaire Résultat                  | Adversaire Résultat       | Adversaire Résultat         | Adversaire Résultat | Adversaire Résultat | Adversaire Résultat              | Rang                               |
| ---------- | ----------- | ------------------------------------ | ------------------------- | --------------------------- | ------------------- | ------------------- | -------------------------------- | ---------------------------------- |
| Hou Yuzhuo | -57 kg      | Diana Lopez (USA) 1-0                | Suvi Mikkonen (FIN) 7-2   | Marlène Harnois (FRA) 8-3   | -                   | -                   | Jade Jones (GBR) 4-6             | Médaille d'argent, Jeux olympiques |
| Wu Jingyu  | -49 kg      | Elizabeth Zamora Gordillo (GUA) 10-2 | Erika Kasahara (JPN) 14-0 | Lucija Zaninović (CRO) 19-7 | -                   | -                   | Brigitte Yagüe Enrique (ESP) 8-1 | Médaille d'or, Jeux olympiques     |

## Tennis
| Athlète    | 1/32 de finale                   | 1/16 de finale              | 1/8 de finale       | Quarts de finale    | Demi-finales        | Match pour la médaille de bronze | Finale              |
| Athlète    | Adversaire Résultat              | Adversaire Résultat         | Adversaire Résultat | Adversaire Résultat | Adversaire Résultat | Adversaire Résultat              | Adversaire Résultat |
| ---------- | -------------------------------- | --------------------------- | ------------------- | ------------------- | ------------------- | -------------------------------- | ------------------- |
| Na Li      | Daniela Hantuchová 2-6, 6-3, 3-6 | –                           | –                   | –                   | –                   | –                                | –                   |
| Peng Shuai | Hsieh Su-wei 6-3, 63-7, 7-5      | Petra Kvitová 5-7, 6-2, 1-6 | –                   | –                   | –                   | –                                | –                   |
| Zheng Jie  | Nadia Petrova 4-6, 67-7          | –                           | –                   | –                   | –                   | –                                | –                   |

| Athlètes               | 1/16 de finale                                    | 1/8 de finale                               | Quarts de finale                               | Demi-finales        | Match pour la médaille de bronze | Finale              |
| Athlètes               | Adversaire Résultat                               | Adversaire Résultat                         | Adversaire Résultat                            | Adversaire Résultat | Adversaire Résultat              | Adversaire Résultat |
| ---------------------- | ------------------------------------------------- | ------------------------------------------- | ---------------------------------------------- | ------------------- | -------------------------------- | ------------------- |
| Na Li / Zhang Shuai    | Gisela Dulko / Paola Suárez 6-4, 6-2              | Andrea Hlaváčková / Lucie Hradecká 3-6, 1-6 | –                                              | –                   | –                                | –                   |
| Peng Shuai / Zheng Jie | Alizé Cornet / Kristina Mladenovic 1-6, 7-63, 6-3 | Nuria Llagostera / M.J. Martínez 6-4, 6-2   | Maria Kirilenko / Nadia Petrova 5-7, 7-67, 4-6 | –                   | –                                | –                   |

## Tennis de table
Hommes
| Athlète                     | Compétition | Tour préliminaire | 1er tour                            | 2e tour          | 3e tour                                                      | 4e tour                                                                    | Quarts de finale                                          | Demi-finales                                                   | Finale                                                           | Finale                             |
| Athlète                     | Compétition | Adversaire Score  | Adversaire Score                    | Adversaire Score | Adversaire Score                                             | Adversaire Score                                                           | Adversaire Score                                          | Adversaire Score                                               | Adversaire Score                                                 | Rang                               |
| --------------------------- | ----------- | ----------------- | ----------------------------------- | ---------------- | ------------------------------------------------------------ | -------------------------------------------------------------------------- | --------------------------------------------------------- | -------------------------------------------------------------- | ---------------------------------------------------------------- | ---------------------------------- |
| Wang Hao                    | Simple      | exempt            | exempt                              | exempt           | Bat Werner Schlager (AUT) 4-1 (11-3, 8-11, 11-9, 11-8, 11-9) | Bat Gao Ning (SIN) 4-1 (11-9, 11-7, 11-9, 7-11, 11-3)                      | Bat Seiya Kishikawa (JPN) 4-0 (11-4, 11-5, 11-3, 11-5)    | Bat Chuan Chih-yuan (TPE) 4-1 (11-13, 11-2, 11-10, 11-6, 11-9) | Battu par Zhang Jike (CHN) 1-4 (16-18, 5-11, 6-11, 12-10, 11-13) | Médaille d'argent, Jeux olympiques |
| Zhang Jike                  | Simple      | exempt            | exempt                              | exempt           | Bat Bora Vang (TUR) 4-0 (11-8, 11-8, 11-5, 11-7)             | Bat Vladimir Samsonov (BLR) 4-3 (4-11, 11-7, 11-5, 8-11, 8-11, 11-7, 11-7) | Bat Jiang Tianyi (HKG) 4-1 (11-4, 8-11, 11-4, 11-9, 11-6) | Bat Dimitrij Ovtcharov 4-1 (11-8, 11-3, 5-11, 11-9, 11-8)      | Bat Wang Hao 4-1 (18-16, 11-5, 11-6, 10-12, 13-11)               | Médaille d'or, Jeux olympiques     |
| Ma Long Wang Hao Zhang Jike | Par équipes | NC                | Bat Russie 3-1 (3-0, 3-0, 2-3, 3-0) | NC               | NC                                                           | NC                                                                         | Bat Singapour 3-0 (3-0, 3-0, 3-0)                         | Bat Allemagne 3-1 (3-1, 1-3, 3-1, 3-0)                         | Bat Corée du Sud 3-0 (3-1, 3-1, 3-0)                             | Médaille d'or, Jeux olympiques     |

Femmes
| Athlète                      | Compétition | Tour préliminaire | 1er tour                        | 2e tour          | 3e tour                                                        | 4e tour                                                    | Quarts de finale                                    | Demi-finales                                                     | Finale                                                          | Finale                             |
| Athlète                      | Compétition | Adversaire Score  | Adversaire Score                | Adversaire Score | Adversaire Score                                               | Adversaire Score                                           | Adversaire Score                                    | Adversaire Score                                                 | Adversaire Score                                                | Rang                               |
| ---------------------------- | ----------- | ----------------- | ------------------------------- | ---------------- | -------------------------------------------------------------- | ---------------------------------------------------------- | --------------------------------------------------- | ---------------------------------------------------------------- | --------------------------------------------------------------- | ---------------------------------- |
| Ding Ning                    | Simple      | exempte           | exempte                         | exempte          | Bat Daniela Dodean (ROU) 4-0 (11-4, 11-3, 11-9, 11-6)          | Bat Jiang Huajun (HKG) 4-1 (12-10, 11-2, 11-5, 9-11, 11-6) | Bat Ai Fukuhara (JPN) 4-0 (15-13, 11-6, 11-6, 11-4) | Bat Feng Tianwei (SIN) 4-2 (11-7, 11-4, 9-11, 12-10, 6-11, 11-6) | Battue par Li Xiaoxia (CHN) 1-4 (8-11, 12-14, 11-8, 6-11, 4-11) | Médaille d'argent, Jeux olympiques |
| Li Xiaoxia                   | Simple      | exempte           | exempte                         | exempte          | Bat Ariel Hsing (USA) 4-2 (11-4, 9-11, 11-6, 6-11, 11-8, 11-9) | Bat Park Mi-Young (KOR) 4-1 (6-11, 11-7, 11-6, 11-5, 11-6) | Bat Li Jiao (NED) 4-0 (11-5, 11-9, 11-9, 11-7)      | Bat Kasumi Ishikawa (JPN) 4-1 (11-5, 11-4, 11-13, 11-6, 11-7)    | Bat Ding Ning (CHN) 4-1 (11-8, 14-12, 8-11, 11-6, 11-4)         | Médaille d'or, Jeux olympiques     |
| Ding Ning Guo Yue Li Xiaoxia | Par équipes | NC                | Bat Espagne 3-0 (3-0, 3-1, 3-0) | NC               | NC                                                             | NC                                                         | Bat Pays-Bas 3-0 (3-0, 3-1, 3-0)                    | Bat Corée du Sud 3-0 (3-0, 3-0, 3-0)                             | Bat Japon 3-0 (3-1, 3-0, 3-1)                                   | Médaille d'or, Jeux olympiques     |

## Tir
Hommes
| Athlète       | Compétition                  | Qualification | Qualification | Finale | Finale | Total  | Total                               |
| Athlète       | Compétition                  | Points        | Rang          | Points | Rang   | Points | Rang                                |
| ------------- | ---------------------------- | ------------- | ------------- | ------ | ------ | ------ | ----------------------------------- |
| Ding Feng     | Pistolet à 25 m tir rapide   | 588           | 2e            | 27     | NC     | NC     | Médaille de bronze, Jeux olympiques |
| Du Yu         | Trap                         | 112           | 30e           | -      | -      | -      | -                                   |
| Hu Binyuan    | Double trap                  | 133           | 14e           | -      | -      | -      | -                                   |
| Lan Xing      | Carabine à 50 m 3 positions  | 1159          | 29e           | -      | -      | -      | -                                   |
| Li Jun        | Double trap                  | 134           | 10e           | -      | -      | -      | -                                   |
| Pang Wei      | Pistolet à 10 m air comprimé | 586           | 2e            | 97.7   | 7e     | 683.7  | 4e                                  |
| Tan Zongliang | Pistolet à 10 m air comprimé | 581           | 12e           | -      | -      | -      | -                                   |
| Wang Tao      | Carabine à 10 m air comprimé | 598           | 4e            | 102.4  | 6e     | 700.4  | 4e                                  |
| Wang Weiyi    | Carabine à 50 m tir couché   | 591           | 28e           | -      | -      | -      | -                                   |
| Wang Zhiwei   | Pistolet à 50 m              | 566           | 2e            | 92.6   | 5e     | 658.6  | Médaille de bronze, Jeux olympiques |
| Zhang Jian    | Pistolet à 25 m tir rapide   | 584           | 5e            | 17     | NC     | NC     | 5e                                  |
| Zhang Tian    | Pistolet à 50 m              | 553           | 25e           | -      | -      | -      | -                                   |
| Zhu Qinan     | Carabine à 10 m air comprimé | 595           | 10e           | -      | -      | -      | -                                   |
| Zhu Qinan     | Carabine à 50 m tir couché   | 590           | 34e           | -      | -      | -      | -                                   |
| Zhu Qinan     | Carabine à 50 m 3 positions  | 1170          | 6e            | 100.2  | 3e     | 1270.2 | 5e                                  |

Femmes
| Athlète    | Compétition                  | Qualification      | Qualification | Finale | Finale | Total  | Total                               |
| Athlète    | Compétition                  | Points             | Rang          | Points | Rang   | Points | Rang                                |
| ---------- | ---------------------------- | ------------------ | ------------- | ------ | ------ | ------ | ----------------------------------- |
| Chen Ying  | Pistolet à 25 m              | 585                | 3e            | 206.4  | 1re    | 791.4  | Médaille d'argent, Jeux olympiques  |
| Du Li      | Carabine 50 m 3 positions    | 581                | 13e           | -      | -      | -      | -                                   |
| Guo Wenjun | Pistolet à 10 m air comprimé | 388                | 1re           | 100.1  | 3e     | 488.1  | Médaille d'or, Jeux olympiques      |
| Li Peijing | Carabine 50 m 3 positions    | 583 (Barrage:47.8) | 9e            | -      | -      | -      | -                                   |
| Liu Yingzi | Trap                         | 67                 | 12e           | -      | -      | -      | -                                   |
| Su Yuling  | Pistolet à 10 m air comprimé | 386                | 4e            | 98.6   | 6e     | 484.6  | 6e                                  |
| Wei Ning   | Skeet                        | 68                 | 4e            | 20     | 6e     | 91     | Médaille d'argent, Jeux olympiques  |
| Yi Siling  | Carabine à 10 m air comprimé | 399                | 2e            | 103.9  | 1re    | 502.9  | Médaille d'or, Jeux olympiques      |
| Yu Dan     | Carabine à 10 m air comprimé | 398                | 4e            | 103.5  | 2e     | 501.5  | Médaille de bronze, Jeux olympiques |
| Yuan Jing  | Pistolet à 25 m              | 579                | 20e           | -      | -      | -      | -                                   |

## Tir à l'arc
Hommes
| Athlète                         | Compétition        | Tour préliminaire | Tour préliminaire | 1er tour                                                                          | 2e tour                                                                                   | 3e tour                                                                          | Quarts de finale                                                               | Demi-finales                                                                   | Match pour la médaille de bronze                                                      | Match pour la médaille de bronze    | Finale           | Finale |
| Athlète                         | Compétition        | Score             | Rang              | Adversaire Score                                                                  | Adversaire Score                                                                          | Adversaire Score                                                                 | Adversaire Score                                                               | Adversaire Score                                                               | Adversaire Score                                                                      | Rang                                | Adversaire Score | Rang   |
| ------------------------------- | ------------------ | ----------------- | ----------------- | --------------------------------------------------------------------------------- | ----------------------------------------------------------------------------------------- | -------------------------------------------------------------------------------- | ------------------------------------------------------------------------------ | ------------------------------------------------------------------------------ | ------------------------------------------------------------------------------------- | ----------------------------------- | ---------------- | ------ |
| Dai Xiaoxiang                   | Individuel hommes  | 678               | 7                 | Klemen Štrajhar (SLO) (58) 6-0 (28-25, 29-25, 28-25)                              | Eduardo Vélez (MEX) (26) 6-0 (27-26, 27-25, 28-25)                                        | Taylor Worth (AUS) (23) 6-5 (25-28, 28-25, 28-28, 28-29, 28-27 9-8 au shoot-off) | Kim Bub-min (KOR) (2) 6-5 (30-26, 28-28, 26-27, 28-29, 28-27 9-9 au shoot-off) | Oh Jin-Hyek (KOR) (3) 5-6 (29-27, 27-28, 27-27, 28-26, 27-29 8-9 au shoot-off) | Rick van der Ven (NED) (16) 6-5 (26-30, 28-29, 27-28, 25-28, 26-26 10-8 au shoot-off) | Médaille de bronze, Jeux olympiques | -                | -      |
| Liu Zhaowu                      | Individuel hommes  | 668               | 22                | Viktor Ruban (UKR) (43) 5-6 (27-30, 28-28, 26-26, 27-27, 26-25 9-10 au shoot-off) | -                                                                                         | -                                                                                | -                                                                              | -                                                                              | -                                                                                     | -                                   | -                | -      |
| Xing Yu                         | Individuel hommes  | 673               | 13                | Camilo Mayr (GER) (52) 6-0 (29-27, 29-27, 29-26)                                  | Khairul Anuar Mohamad (MAS) (20) 5-6 (30-28, 29-29, 27-28, 27-28, 28-26 9-9 au shoot-off) | -                                                                                | -                                                                              | -                                                                              | -                                                                                     | -                                   | -                | -      |
| Dai Xiaoyang Liu Zhaowu Xing Yu | Par équipes hommes | 2019              | 3                 | NC                                                                                | NC                                                                                        | exempt                                                                           | Italie 216-220                                                                 | -                                                                              | -                                                                                     | -                                   | -                | -      |

Femmes
| Athlète                        | Compétition        | Tour préliminaire | Tour préliminaire | 1er tour                                                                  | 2e tour                                                        | 3e tour                                                         | Quarts de finale   | Demi-finales     | Finale               | Finale                             |
| Athlète                        | Compétition        | Score             | Rang              | Adversaire Score                                                          | Adversaire Score                                               | Adversaire Score                                                | Adversaire Score   | Adversaire Score | Adversaire Score     | Rang                               |
| ------------------------------ | ------------------ | ----------------- | ----------------- | ------------------------------------------------------------------------- | -------------------------------------------------------------- | --------------------------------------------------------------- | ------------------ | ---------------- | -------------------- | ---------------------------------- |
| Cheng Ming                     | Individuel femmes  | 651               | 20                | Leidys Brito (VEN) (45) 6-4 (27-24, 26-28, 27-28, 25-24, 28-26)           | Alejandra Valencia (MEX) (13) 7-1 (27-25, 27-25, 27-27, 25-24) | Khatuna Lorig (USA) (4) 3-7 (26-29, 27-27, 28-26, 28-30, 25-26) | -                  | -                | -                    | -                                  |
| Fang Yuting                    | Individuel femmes  | 649               | 25                | Ika Yuliana Rochmawati (INA) (40) 4-6 (27-27, 27-27, 29-23, 23-27, 24-28) | -                                                              | -                                                               | -                  | -                | -                    | -                                  |
| Xú Jīng                        | Individuel femmes  | 646               | 27                | Natalia Leśniak (POL) (38) 6-4 (29-28, 28-25, 25-27, 26-18)               | Miki Kanie (JPN) (6) 0-6 (24-29, 25-28, 24-28)                 | -                                                               | -                  | -                | -                    | -                                  |
| Cheng Ming Fang Yuting Xú Jīng | Par équipes femmes | 1946              | 7                 | NC                                                                        | NC                                                             | Italie 200-199                                                  | États-Unis 218-213 | Russie 208-207   | Corée du Sud 209-210 | Médaille d'argent, Jeux olympiques |

## Triathlon
| Athlètes   | Compétition | Natation (1,5 km) | Transition 1 | Vélo (40 km)    | Transition 2 | Course (10 km) | Temps           | Résultat |
| ---------- | ----------- | ----------------- | ------------ | --------------- | ------------ | -------------- | --------------- | -------- |
| Hommes     |             |                   |              |                 |              |                |                 |          |
| Bai Faquan | Hommes      | 17 min 55 s       | 46 s         | 59 min 46 s     | 33 s         | 33 min 26 s    | 1 h 52 min 26 s | 46e      |
| Femmes     |             |                   |              |                 |              |                |                 |          |
| Zhang Yi   | Femmes      | 19 min 49 s       | 50 s         | 1 h 10 min 39 s | 32 s         | 38 min 11 s    | 2 h 10 min 01 s | 50e      |

## Voile
| Athlète(s)               | Compétition | Régate 1 | Régate 2 | Régate 3 | Régate 4 | Régate 5 | Régate 6 | Régate 7 | Régate 8 | Régate 9 | Régate 10 | Total net | Total net | Medal Race | Total | Rang |
| Athlète(s)               | Compétition | Score    | Score    | Score    | Score    | Score    | Score    | Score    | Score    | Score    | Score     | Score     | Rang      | Score      | Total | Rang |
| ------------------------ | ----------- | -------- | -------- | -------- | -------- | -------- | -------- | -------- | -------- | -------- | --------- | --------- | --------- | ---------- | ----- | ---- |
| Aichen Wang              | RS:X        | 21       | 23       | 18       | 19       | 3        | 23       | 10       | 27       | 22       | 14        | 153       | 18e       | -          | -     | -    |
| Shi Jian                 | Laser       | 27       | 39       | 43       | 45       | 42       | 46       | 32       | 41       | 30       | 41        | 340       | 43e       | -          | -     | -    |
| Gong Lei                 | Finn        | 25       | 17       | 20       | 22       | 25       | 16       | 22       | 23       | 21       | 24        | 190       | 24e       | -          | -     | -    |
| Deng Daokun Wang Weidong | 470         | 20       | 15       | 6        | 26       | 27       | 17       | 22       | 26       | 12       | 16        | 160       | 20e       | -          | -     | -    |

| Athlète(s)               | Compétition  | Régate 1 | Régate 2 | Régate 3 | Régate 4 | Régate 5 | Régate 6 | Régate 7 | Régate 8 | Régate 9 | Régate 10 | Total net | Total net | Medal Race | Total | Rang                           |
| Athlète(s)               | Compétition  | Score    | Score    | Score    | Score    | Score    | Score    | Score    | Score    | Score    | Score     | Score     | Rang      | Score      | Total | Rang                           |
| ------------------------ | ------------ | -------- | -------- | -------- | -------- | -------- | -------- | -------- | -------- | -------- | --------- | --------- | --------- | ---------- | ----- | ------------------------------ |
| Li Ling                  | RS:X         | 16       | 15       | 8        | 14       | 18       | 7        | 10       | 13       | 14       | 23        | 115       | 14e       | -          | -     | -                              |
| Xu Lijia                 | Laser Radial | 5        | 8        | 11       | 3        | 5        | 4        | 1        | 4        | 1        | 2         | 33        | 1re       | 2          | 35    | Médaille d'or, Jeux olympiques |
| Xufeng Huang Xiaoli Wang | 470          | 18       | 18       | 9        | 12       | 8        | 19       | 2        | 17       | 1        | 12        | 97        | 11e       | -          | -     | -                              |

## Volley-ball

### Beach-volley
| Athlète              | Compétition      | Tour préliminaire | Classement | Rattrapage        | Huitièmes de finale                               | Quarts de finale                                         | Demi-finales                                     | Finale (ou petite finale)                          | Finale (ou petite finale) |
| Athlète              | Compétition      | Adversaires Score | Classement | Adversaires Score | Adversaires Score                                 | Adversaires Score                                        | Adversaires Score                                | Adversaires Score                                  | Rang                      |
| -------------------- | ---------------- | --- | ---------- | ----------------- | ------------------------------------------------- | -------------------------------------------------------- | ------------------------------------------------ | -------------------------------------------------- | ------------------------- |
| Wu Penggen Xu Linyin | Tournoi masculin | Poule C Chevallier – Heyer (SUI) L 1 – 2 (21-18, 16-21, 12-15) Brink – Reckermann (GER) L 1 – 2 (21-13, 19-21, 8-15) Prokopiev – Semenov (RUS) L 1 – 2 (29-27, 21-17, 12-15) | 4e         | -                 | -                                                 | -                                                        | -                                                | -                                                  | -                         |
| Xue Chen Zhang Xi    | Tournoi féminin  | Poule B Vasina – Vozakova (RUS) L 1 – 2 (21-18, 14-21, 14-16) Kuhn – Zumkehr (SUI) W 2 – 1 (21-18, 16-21, 15-8) Arvaníti – Tsiartsiani (GRE) W 2 – 0 (21-17, 21-16)          | 2e         | -                 | Khomyakova – Ukolova (RUS) W 2 – 0 (21-12, 21-11) | D. Schwaiger – S. Schwaiger (AUT) W 2 – 0 (21-18, 21-11) | May-Treanor – Walsh (USA) L 0 – 2 (20-22, 20-22) | Silva – França (BRA) L 1 – 2 (21-11, 19-21, 12-15) | 4e                        |

### Volley-ball (indoor)

#### Tournoi féminin
Classement
Les quatre premières équipes de la poule sont qualifiées.
- Qualifiés pour les quarts de finale
- Éliminés

| # | Équipe       | Pts | J | G | Gt | Pt | P | Sp | Sc | Ratio | Pp  | Pc  | Ratio |
| 1 | États-Unis   | 15  | 5 | 5 | 0  | 0  | 0 | 15 | 2  | 7.5   | 426 | 345 | 1.235 |
| 2 | Chine        | 9   | 5 | 2 | 1  | 1  | 1 | 11 | 10 | 1.1   | 475 | 461 | 1.03  |
| 3 | Corée du Sud | 8   | 5 | 2 | 0  | 2  | 1 | 11 | 10 | 1.1   | 449 | 451 | 0.996 |
| 4 | Brésil       | 7   | 5 | 1 | 2  | 0  | 2 | 10 | 10 | 1     | 447 | 420 | 1.064 |
| 5 | Turquie      | 6   | 5 | 1 | 1  | 1  | 2 | 9  | 11 | 0.818 | 434 | 443 | 0.98  |
| 6 | Serbie       | 0   | 5 | 0 | 0  | 0  | 5 | 2  | 15 | 0.133 | 296 | 407 | 0.727 |

Matchs
Quart de finale

## Water-polo

### Tournoi féminin
Classement
| Rang | Pays       | Points | J | G | N | P | Bp | Bc |
| ---- | ---------- | ------ | - | - | - | - | -- | -- |
| 1    | Espagne    | 5      | 3 | 2 | 1 | 0 | 33 | 26 |
| 2    | États-Unis | 5      | 3 | 2 | 1 | 0 | 30 | 28 |
| 3    | Hongrie    | 2      | 3 | 1 | 0 | 2 | 35 | 37 |
| 4    | Chine      | 0      | 3 | 0 | 0 | 3 | 22 | 29 |

|  | NB : Les quatre équipes sont qualifiées pour les quarts de finale                                              |
|  | Pts points ; G victoires ; N nuls ; P défaites BP buts marqués ; BC buts encaissés ; Diff différence de points |

Matchs
| 30 juillet | Espagne | 11-6                 | Chine | Water Polo Arena, Londres |
|            |         | (2-2, 4-2, 4-2, 1-0) |       |                           |

| 1er août | Hongrie | 11-10                | Chine | Water Polo Arena, Londres |
|          |         | (1-3, 4-4, 4-3, 2-0) |       |                           |

| 3 août | Chine | 6-7                  | États-Unis | Water Polo Arena, Londres |
|        |       | (1-0, 2-2, 0-3, 3-2) |            |                           |

Quart de finale
| 5 août  | Chine | 16 (2)-16 (4)                  | Australie | Water Polo Arena, Londres |  |
| 16 h 10 |       | (5-5, 3-3, 4-2, 2-4 a. p. 2-2) |           |                           |  |

Demi-finale 5e-8e places
| 10 août | Italie | 10-14                | Chine | Water Polo Arena, Londres |  |
| 14 h 20 |        | (2-5, 2-5, 2-2, 4-2) |       |                           |  |

Match pour la 5e place
| 12 août | Chine | 16-15 (ap)                     | Russie | Water Polo Arena, Londres |  |
| 11 h 40 |       | (3-3, 5-6, 3-2, 3-3 a. p. 2-1) |        |                           |  |